# Casa de Montfort

Escudo heráldico de los señores de Montfort

La casa de los señores de Montfort-l'Amaury fue una casa noble involucrada en varias crisis de la Edad Media. Pertenecía a una rama más joven de la casa de Reginar.

## Historia
- Amalarico I (fallecido 1053), hijo de Guillermo de Henao, el fundador de la familia.
- Simón I (fallecido en 1087), por su segundo matrimonio con Inés de Évreux, adquirió el Condado de Évreux para la familia.
- Bertrada de Montfort, hija de Simón I, ya casada con Fulco IV de Anjou, estuvo en el centro de un escándalo creado por su destitución por parte del rey Felipe I de Francia, seguido de su matrimonio con él.

Los Montfort pusieron un pie en Inglaterra con el matrimonio de Simón III (fallecido 1181) con Amicie de Leicester. Simón IV (1181-1218), quinto conde de Leicester, encabezó la cruzada contra los albigenses y se convirtió en vizconde de Béziers, Rasez, Albi y Carcasona, luego conde de Tolosa. Su hijo Amalarico retomó sus pretensiones, pero tuvo que rendirse ante la resistencia de los condes de Tolosa de la casa de Saint-Gilles y traspasó sus derechos al rey Luis VIII de Francia en 1224.
Más tarde, Simón V, sexto conde de Leicester, se casó con Leonor Plantagenet, hija de Juan I de Inglaterra. Fue el líder de la revuelta de los barones contra Enrique III de Inglaterra. Sus tropas derrotaron a las fuerzas reales en la batalla de Lewes en 1264, con la captura del príncipe Eduardo. Pero fue derrotado y asesinado en la batalla de Evesham en 1265, su cuerpo fue horriblemente mutilado. Su familia fue exiliada.
Entre sus herederos, Juan IV de Bretaña retomó el nombre de Montfort y la guerra de sucesión bretona vio chocar a las casas de Montfort y Blois. Así, el Condado de Montfort se vinculó al Ducado de Bretaña tras el matrimonio de Yolanda de Montfort con Arturo II de Bretaña en 1292. Durante la guerra de sucesión en Bretaña (1341-1364), los Montfort hicieron valer sus derechos sobre la corona ducal y finalmente ganaron, con ayuda inglesa, en la batalla de Auray (1364). A partir de 1365 y durante dos siglos, la ciudad pasó a ser una dependencia de Bretaña gracias al matrimonio del último descendiente de los condes de Montfort con Arturo, duque de Bretaña. Los Montfort, convertidos en duques de Bretaña, siguieron siendo, sin embargo, condes de Montfort y el condado era una de sus posesiones. El condado volvería a la corona de Francia en 1547 durante la reunión final de Bretaña con Francia, de acuerdo con el tratado de 1532. Ana de Bretaña, duquesa de Bretaña y condesa de Montfort, fue una benefactora de la ciudad. Enrique II de Francia, hijo de Francisco I de Francia y Claudia de Francia, ella misma hija de la duquesa Ana de Bretaña, reina de Francia por su matrimonio con Carlos VIII y Luis XII, se convirtió en rey de Francia a la muerte de su padre Francisco I, al mismo tiempo que duque de Bretaña y el conde de Montfort.

## Genealogía
| \| \| \| \| \| \| \| \| \| \| \| \| \| \| \| \| \| \| \| \| \| \| \| \| \| \| \| \| \| \| \| \| \| Guillermo de Hainaut \| \| \| \| \| \| \| \| \| \| \| \| \| \| \| \| \| \| \| \| \| \| \| \| \| \| \| \| \| \| \| \| \| \| \| \| \| \| \| \| \| \| \| \| \| \| \| \| \| \| \| \| \| \| \| \| \| \| \| \| \| \| \| \| \| \| \| \| \| \| \| \| \| \| \| \| \| \| \| \| \| \| \| \| \| \| \| \| \| \| \| \| \| \| \| \| \| \| \| \| \| \| \| \| \| \| \| \| \| \| \| \| \| \| \| \| \| \| \| \| \| \| \| \| \| \| \| \| \| \| \| \| \| \| \| \| \| \| \| \| \| \| \| \| \| \| \| \| \| \| \| \| \| \| \| \| \| \| \| \| \| \| \| \| \| \| \| \| \| \| \| \| \| \| \| \| \| \| \| \| \| \| \| \| \| \| \| \| \| \| \| \| \| \| \| \| \| \| \| \| \| \| \| \| \| \| \| \| \| \| \| \| \| \| \| \| \| \| \| \| \| \| \| \| \| \| \| \| \| \| \| \| \| \| \| \| \| \| \| \| \| \| \| \| \| \| \| \| \| \| Amalarico I de Montfort señor de Montfort (fallecido en 1053) \| \| \| \| \| \| \| \| \| \| \| \| \| \| \| \| \| \| \| \| \| \| \| \| \| \| \| \| \| \| \| \| \| \| \| \| \| \| \| \| \| \| \| \| \| \| \| \| \| \| \| \| \| \| \| \| \| \| \| \| \| \| \| \| \| \| \| \| \| \| \| \| \| \| \| \| \| \| \| \| \| \| \| \| \| \| \| \| \| \| \| \| \| \| \| \| \| \| \| \| \| \| \| \| \| \| \| \| \| \| \| \| \| \| \| \| \| \| \| \| \| \| \| \| \| \| \| \| \| \| \| \| \| \| \| \| \| \| \| \| \| \| \| \| \| \| \| \| \| \| \| \| \| \| \| \| \| \| \| \| \| \| \| \| \| \| \| \| \| \| \| \| \| \| \| \| \| \| \| \| \| \| \| \| \| \| \| \| \| \| \| \| \| \| \| \| \| \| \| \| \| \| \| \| \| \| \| \| \| \| \| \| \| \| \| \| \| \| \| \| \| \| \| \| \| \| \| \| \| \| \| \| \| \| \| \| \| \| \| \| \| \| \| \| \| \| \| \| \| \| \| \| \| \| \| \| \| \| \| \| \| \| \| \| \| \| \| \| \| \| \| \| \| \| \| \| \| \| \| \| \| \| \| \| \| \| \| \| \| \| \| \| \| \| \| \| \| \| \| \| \| \| \| \| \| \| \| \| \| \| \| \| \| \| \| \| \| \| \| \| \| \| \| \| \| \| \| \| \| \| \| \| \| \| \| \| \| \| \| \| \| \| \| Isabel de Broyes \| Isabel de Broyes \| Isabel de Broyes \| Isabel de Broyes \| Isabel de Broyes \| Isabel de Broyes \| \| \| \| \| \| \| \| \| \| \| Simón I de Montfort señor de Montfort (fallecido en 1087) \| Simón I de Montfort señor de Montfort (fallecido en 1087) \| Simón I de Montfort señor de Montfort (fallecido en 1087) \| Simón I de Montfort señor de Montfort (fallecido en 1087) \| Simón I de Montfort señor de Montfort (fallecido en 1087) \| Simón I de Montfort señor de Montfort (fallecido en 1087) \| \| \| \| \| \| \| \| \| \| \| \| \| \| \| \| \| \| \| Inés de Évreux \| Inés de Évreux \| Inés de Évreux \| Inés de Évreux \| Inés de Évreux \| Inés de Évreux \| \| \| \| \| \| \| \| \| \| \| \| \| \| \| Mainier señor de Épernon xIsabel \| Mainier señor de Épernon xIsabel \| Mainier señor de Épernon xIsabel \| Mainier señor de Épernon xIsabel \| Mainier señor de Épernon xIsabel \| Mainier señor de Épernon xIsabel \| \| \| \| \| \| \| \| \| \| \| \| \| \| \| \| \| \| \| \| \| \| \| \| \| \| \| \| \| \| \| \| \| \| \| \| \| \| \| \| \| \| \| \| \| \| \| \| \| \| \| \| \| \| \| \| \| \| \| \| Isabel de Broyes \| Isabel de Broyes \| Isabel de Broyes \| Isabel de Broyes \| Isabel de Broyes \| Isabel de Broyes \| \| \| \| \| \| \| \| \| \| \| Simón I de Montfort señor de Montfort (fallecido en 1087) \| Simón I de Montfort señor de Montfort (fallecido en 1087) \| Simón I de Montfort señor de Montfort (fallecido en 1087) \| Simón I de Montfort señor de Montfort (fallecido en 1087) \| Simón I de Montfort señor de Montfort (fallecido en 1087) \| Simón I de Montfort señor de Montfort (fallecido en 1087) \| \| \| \| \| \| \| \| \| \| \| \| \| \| \| \| \| \| \| Inés de Évreux \| Inés de Évreux \| Inés de Évreux \| Inés de Évreux \| Inés de Évreux \| Inés de Évreux \| \| \| \| \| \| \| \| \| \| \| \| \| \| \| Mainier señor de Épernon xIsabel \| Mainier señor de Épernon xIsabel \| Mainier señor de Épernon xIsabel \| Mainier señor de Épernon xIsabel \| Mainier señor de Épernon xIsabel \| Mainier señor de Épernon xIsabel \| \| \| \| \| \| \| \| \| \| \| \| \| \| \| \| \| \| \| \| \| \| \| \| \| \| \| \| \| \| \| \| \| \| \| \| \| \| \| \| \| \| \| \| \| \| \| \| \| \| \| \| \| \| \| \| \| \| \| \| \| \| \| \| \| \| \| \| \| \| \| \| \| \| \| \| \| \| \| \| \| \| \| \| \| \| \| \| \| \| \| \| \| \| \| \| \| \| \| \| \| \| \| \| \| \| \| \| \| \| \| \| \| \| \| \| \| \| \| \| \| \| \| \| \| \| \| \| \| \| \| \| \| \| \| \| \| \| \| \| \| \| \| \| \| \| \| \| \| \| \| \| \| \| \| \| \| \| \| \| \| \| \| \| \| \| \| \| \| \| \| \| \| \| \| \| \| \| \| \| \| \| \| \| \| \| \| \| \| \| \| \| \| \| \| \| \| \| \| \| \| \| \| \| \| \| \| \| \| \| \| \| \| \| \| \| \| \| \| \| \| \| \| \| \| \| \| \| \| \| \| \| \| \| \| \| \| \| \| \| \| \| \| \| \| \| \| \| \| \| \| \| \| \| \| \| \| \| \| \| \| \| \| \| \| \| \| \| \| \| \| \| \| \| \| \| \| \| \| \| \| \| \| \| \| \| \| \| \| \| \| \| \| \| \| \| \| \| \| \| \| \| \| \| \| \| \| \| \| \| Amalarico II de Montfort señor de Montfort (fallecido en 1089) \| Amalarico II de Montfort señor de Montfort (fallecido en 1089) \| Amalarico II de Montfort señor de Montfort (fallecido en 1089) \| Amalarico II de Montfort señor de Montfort (fallecido en 1089) \| Amalarico II de Montfort señor de Montfort (fallecido en 1089) \| Amalarico II de Montfort señor de Montfort (fallecido en 1089) \| \| \| Isabel xRaúl II de Tosny señor de Tosny y Conches \| Isabel xRaúl II de Tosny señor de Tosny y Conches \| Isabel xRaúl II de Tosny señor de Tosny y Conches \| Isabel xRaúl II de Tosny señor de Tosny y Conches \| Isabel xRaúl II de Tosny señor de Tosny y Conches \| Isabel xRaúl II de Tosny señor de Tosny y Conches \| \| \| Guillermo obispo de París (fallecido en 1101) \| Guillermo obispo de París (fallecido en 1101) \| Guillermo obispo de París (fallecido en 1101) \| Guillermo obispo de París (fallecido en 1101) \| Guillermo obispo de París (fallecido en 1101) \| Guillermo obispo de París (fallecido en 1101) \| \| \| Ricardo señor de Montfort (fallecido en 1089) \| Ricardo señor de Montfort (fallecido en 1089) \| Ricardo señor de Montfort (fallecido en 1089) \| Ricardo señor de Montfort (fallecido en 1089) \| Ricardo señor de Montfort (fallecido en 1089) \| Ricardo señor de Montfort (fallecido en 1089) \| \| \| Simón II de Montfort señor de Montfort (fallecido en 1101) \| Simón II de Montfort señor de Montfort (fallecido en 1101) \| Simón II de Montfort señor de Montfort (fallecido en 1101) \| Simón II de Montfort señor de Montfort (fallecido en 1101) \| Simón II de Montfort señor de Montfort (fallecido en 1101) \| Simón II de Montfort señor de Montfort (fallecido en 1101) \| \| \| Amalarico III de Montfort señor de Montfort conde de Évreux (fallecido en 1137) \| Amalarico III de Montfort señor de Montfort conde de Évreux (fallecido en 1137) \| Amalarico III de Montfort señor de Montfort conde de Évreux (fallecido en 1137) \| Amalarico III de Montfort señor de Montfort conde de Évreux (fallecido en 1137) \| Amalarico III de Montfort señor de Montfort conde de Évreux (fallecido en 1137) \| Amalarico III de Montfort señor de Montfort conde de Évreux (fallecido en 1137) \| \| \| Bertrada x Fulco IV de Anjou xx Felipe I de Francia \| Bertrada x Fulco IV de Anjou xx Felipe I de Francia \| Bertrada x Fulco IV de Anjou xx Felipe I de Francia \| Bertrada x Fulco IV de Anjou xx Felipe I de Francia \| Bertrada x Fulco IV de Anjou xx Felipe I de Francia \| Bertrada x Fulco IV de Anjou xx Felipe I de Francia \| \| \| Amalarico señor de Épernon \| Amalarico señor de Épernon \| Amalarico señor de Épernon \| Amalarico señor de Épernon \| Amalarico señor de Épernon \| Amalarico señor de Épernon \| \| \| Guillermo \| Guillermo \| Guillermo \| Guillermo \| Guillermo \| Guillermo \| \| \| \| \| \| \| \| \| \| \| \| \| \| \| \| \| \| \| \| \| \| \| \| \| \| \| \| \| \| \| \| \| \| \| \| \| \| \| \| \| \| \| \| \| \| \| \| \| \| \| \| \| \| \| \| Amalarico II de Montfort señor de Montfort (fallecido en 1089) \| Amalarico II de Montfort señor de Montfort (fallecido en 1089) \| Amalarico II de Montfort señor de Montfort (fallecido en 1089) \| Amalarico II de Montfort señor de Montfort (fallecido en 1089) \| Amalarico II de Montfort señor de Montfort (fallecido en 1089) \| Amalarico II de Montfort señor de Montfort (fallecido en 1089) \| \| \| Isabel xRaúl II de Tosny señor de Tosny y Conches \| Isabel xRaúl II de Tosny señor de Tosny y Conches \| Isabel xRaúl II de Tosny señor de Tosny y Conches \| Isabel xRaúl II de Tosny señor de Tosny y Conches \| Isabel xRaúl II de Tosny señor de Tosny y Conches \| Isabel xRaúl II de Tosny señor de Tosny y Conches \| \| \| Guillermo obispo de París (fallecido en 1101) \| Guillermo obispo de París (fallecido en 1101) \| Guillermo obispo de París (fallecido en 1101) \| Guillermo obispo de París (fallecido en 1101) \| Guillermo obispo de París (fallecido en 1101) \| Guillermo obispo de París (fallecido en 1101) \| \| \| Ricardo señor de Montfort (fallecido en 1089) \| Ricardo señor de Montfort (fallecido en 1089) \| Ricardo señor de Montfort (fallecido en 1089) \| Ricardo señor de Montfort (fallecido en 1089) \| Ricardo señor de Montfort (fallecido en 1089) \| Ricardo señor de Montfort (fallecido en 1089) \| \| \| Simón II de Montfort señor de Montfort (fallecido en 1101) \| Simón II de Montfort señor de Montfort (fallecido en 1101) \| Simón II de Montfort señor de Montfort (fallecido en 1101) \| Simón II de Montfort señor de Montfort (fallecido en 1101) \| Simón II de Montfort señor de Montfort (fallecido en 1101) \| Simón II de Montfort señor de Montfort (fallecido en 1101) \| \| \| Amalarico III de Montfort señor de Montfort conde de Évreux (fallecido en 1137) \| Amalarico III de Montfort señor de Montfort conde de Évreux (fallecido en 1137) \| Amalarico III de Montfort señor de Montfort conde de Évreux (fallecido en 1137) \| Amalarico III de Montfort señor de Montfort conde de Évreux (fallecido en 1137) \| Amalarico III de Montfort señor de Montfort conde de Évreux (fallecido en 1137) \| Amalarico III de Montfort señor de Montfort conde de Évreux (fallecido en 1137) \| \| \| Bertrada x Fulco IV de Anjou xx Felipe I de Francia \| Bertrada x Fulco IV de Anjou xx Felipe I de Francia \| Bertrada x Fulco IV de Anjou xx Felipe I de Francia \| Bertrada x Fulco IV de Anjou xx Felipe I de Francia \| Bertrada x Fulco IV de Anjou xx Felipe I de Francia \| Bertrada x Fulco IV de Anjou xx Felipe I de Francia \| \| \| Amalarico señor de Épernon \| Amalarico señor de Épernon \| Amalarico señor de Épernon \| Amalarico señor de Épernon \| Amalarico señor de Épernon \| Amalarico señor de Épernon \| \| \| Guillermo \| Guillermo \| Guillermo \| Guillermo \| Guillermo \| Guillermo \| \| \| \| \| \| \| \| \| \| \| \| \| \| \| \| \| \| \| \| \| \| \| \| \| \| \| \| \| \| \| \| \| \| \| \| \| \| \| \| \| \| \| \| \| \| \| \| \| \| \| \| \| \| \| \| \| \| \| \| \| \| \| \| \| \| \| \| \| \| \| \| \| \| \| \| \| \| \| \| \| \| \| \| \| \| \| \| \| \| \| \| \| \| \| \| \| \| \| \| \| \| \| \| \| \| \| \| \| \| \| \| \| \| \| \| \| \| \| \| \| \| \| \| \| \| \| \| \| \| \| \| \| \| \| \| \| \| \| \| \| \| \| \| \| \| \| \| \| \| \| \| \| \| \| \| \| \| \| \| \| \| \| \| \| \| \| \| \| \| \| \| \| \| \| \| \| \| \| \| \| \| \| \| \| \| \| \| \| \| \| \| \| \| \| \| \| \| \| \| \| \| \| \| \| Amalarico IV de Montfort conde de Évreux (fallecido en 1140) \| Amalarico IV de Montfort conde de Évreux (fallecido en 1140) \| Amalarico IV de Montfort conde de Évreux (fallecido en 1140) \| Amalarico IV de Montfort conde de Évreux (fallecido en 1140) \| Amalarico IV de Montfort conde de Évreux (fallecido en 1140) \| Amalarico IV de Montfort conde de Évreux (fallecido en 1140) \| \| \| Simón III de Montfort señor de Montfort conde de Évreux (fallecido en 1181) \| Simón III de Montfort señor de Montfort conde de Évreux (fallecido en 1181) \| Simón III de Montfort señor de Montfort conde de Évreux (fallecido en 1181) \| Simón III de Montfort señor de Montfort conde de Évreux (fallecido en 1181) \| Simón III de Montfort señor de Montfort conde de Évreux (fallecido en 1181) \| Simón III de Montfort señor de Montfort conde de Évreux (fallecido en 1181) \| \| \| Inés x Waleran IV de Meulan conde de Meulan \| Inés x Waleran IV de Meulan conde de Meulan \| Inés x Waleran IV de Meulan conde de Meulan \| Inés x Waleran IV de Meulan conde de Meulan \| Inés x Waleran IV de Meulan conde de Meulan \| Inés x Waleran IV de Meulan conde de Meulan \| \| \| \| \| \| \| Simón \| Simón \| Simón \| Simón \| Simón \| Simón \| \| \| Mainier \| Mainier \| Mainier \| Mainier \| Mainier \| Mainier \| \| \| \| \| \| \| \| \| \| \| \| \| \| \| \| \| \| \| \| \| \| \| \| \| \| \| \| \| \| \| \| \| \| \| \| \| \| \| \| \| \| \| \| \| \| \| \| \| \| \| \| \| \| \| \| \| \| \| \| \| \| \| \| \| \| \| \| \| \| \| \| \| \| \| \| \| \| \| \| \| \| \| \| Amalarico IV de Montfort conde de Évreux (fallecido en 1140) \| Amalarico IV de Montfort conde de Évreux (fallecido en 1140) \| Amalarico IV de Montfort conde de Évreux (fallecido en 1140) \| Amalarico IV de Montfort conde de Évreux (fallecido en 1140) \| Amalarico IV de Montfort conde de Évreux (fallecido en 1140) \| Amalarico IV de Montfort conde de Évreux (fallecido en 1140) \| \| \| Simón III de Montfort señor de Montfort conde de Évreux (fallecido en 1181) \| Simón III de Montfort señor de Montfort conde de Évreux (fallecido en 1181) \| Simón III de Montfort señor de Montfort conde de Évreux (fallecido en 1181) \| Simón III de Montfort señor de Montfort conde de Évreux (fallecido en 1181) \| Simón III de Montfort señor de Montfort conde de Évreux (fallecido en 1181) \| Simón III de Montfort señor de Montfort conde de Évreux (fallecido en 1181) \| \| \| Inés x Waleran IV de Meulan conde de Meulan \| Inés x Waleran IV de Meulan conde de Meulan \| Inés x Waleran IV de Meulan conde de Meulan \| Inés x Waleran IV de Meulan conde de Meulan \| Inés x Waleran IV de Meulan conde de Meulan \| Inés x Waleran IV de Meulan conde de Meulan \| \| \| \| \| \| \| Simón \| Simón \| Simón \| Simón \| Simón \| Simón \| \| \| Mainier \| Mainier \| Mainier \| Mainier \| Mainier \| Mainier \| \| \| \| \| \| \| \| \| \| \| \| \| \| \| \| \| \| \| \| \| \| \| \| \| \| \| \| \| \| \| \| \| \| \| \| \| \| \| \| \| \| \| \| \| \| \| \| \| \| \| \| \| \| \| \| \| \| \| \| \| \| \| \| \| \| \| \| \| \| \| \| \| \| \| \| \| \| \| \| \| \| \| \| \| \| \| \| \| \| \| \| \| \| \| \| \| \| \| \| \| \| \| \| \| \| \| \| \| \| \| \| \| \| \| \| \| \| \| \| \| \| \| \| \| \| \| \| \| \| \| \| \| \| \| \| \| \| \| \| \| \| \| \| \| \| \| \| \| \| \| \| \| \| \| \| \| \| \| \| \| \| \| \| \| \| \| \| \| \| \| \| \| \| \| \| \| \| \| \| \| \| \| \| \| \| \| \| \| \| \| \| \| Amalarico V de Montfort-Évreux conde de Évreux (fallecido en 1182) \| Amalarico V de Montfort-Évreux conde de Évreux (fallecido en 1182) \| Amalarico V de Montfort-Évreux conde de Évreux (fallecido en 1182) \| Amalarico V de Montfort-Évreux conde de Évreux (fallecido en 1182) \| Amalarico V de Montfort-Évreux conde de Évreux (fallecido en 1182) \| Amalarico V de Montfort-Évreux conde de Évreux (fallecido en 1182) \| \| \| \| \| \| \| \| \| \| \| \| \| \| \| \| \| \| \| Simón señor de Montfort (fallecido en 1188) \| Simón señor de Montfort (fallecido en 1188) \| Simón señor de Montfort (fallecido en 1188) \| Simón señor de Montfort (fallecido en 1188) \| Simón señor de Montfort (fallecido en 1188) \| Simón señor de Montfort (fallecido en 1188) \| \| \| Bertrada x Hugo conde de Chester \| Bertrada x Hugo conde de Chester \| Bertrada x Hugo conde de Chester \| Bertrada x Hugo conde de Chester \| Bertrada x Hugo conde de Chester \| Bertrada x Hugo conde de Chester \| \| \| \| \| \| \| \| \| \| \| \| \| \| \| \| \| \| \| \| \| \| \| \| \| \| \| \| \| \| \| \| \| \| \| \| \| \| \| \| \| \| \| \| \| \| \| \| \| \| \| \| \| \| \| \| \| \| \| \| \| \| \| \| \| \| \| \| \| \| \| \| \| \| \| \| \| \| \| \| \| \| \| \| \| \| \| \| Amalarico V de Montfort-Évreux conde de Évreux (fallecido en 1182) \| Amalarico V de Montfort-Évreux conde de Évreux (fallecido en 1182) \| Amalarico V de Montfort-Évreux conde de Évreux (fallecido en 1182) \| Amalarico V de Montfort-Évreux conde de Évreux (fallecido en 1182) \| Amalarico V de Montfort-Évreux conde de Évreux (fallecido en 1182) \| Amalarico V de Montfort-Évreux conde de Évreux (fallecido en 1182) \| \| \| \| \| \| \| \| \| \| \| \| \| \| \| \| \| \| \| Simón señor de Montfort (fallecido en 1188) \| Simón señor de Montfort (fallecido en 1188) \| Simón señor de Montfort (fallecido en 1188) \| Simón señor de Montfort (fallecido en 1188) \| Simón señor de Montfort (fallecido en 1188) \| Simón señor de Montfort (fallecido en 1188) \| \| \| Bertrada x Hugo conde de Chester \| Bertrada x Hugo conde de Chester \| Bertrada x Hugo conde de Chester \| Bertrada x Hugo conde de Chester \| Bertrada x Hugo conde de Chester \| Bertrada x Hugo conde de Chester \| \| \| \| \| \| \| \| \| \| \| \| \| \| \| \| \| \| \| \| \| \| \| \| \| \| \| \| \| \| \| \| \| \| \| \| \| \| \| \| \| \| \| \| \| \| \| \| \| \| \| \| \| \| \| \| \| \| \| \| \| \| \| \| \| \| \| \| \| \| \| \| \| \| \| \| \| \| \| \| \| \| \| \| \| \| \| \| \| \| \| \| \| \| \| \| \| \| \| \| \| \| \| \| \| \| \| \| \| \| \| \| \| \| \| \| \| \| \| \| \| \| \| \| \| \| \| \| \| \| \| \| \| \| \| \| \| \| \| \| \| \| \| \| \| \| \| \| \| \| \| \| \| \| \| \| \| \| \| \| \| \| \| \| \| \| \| \| \| \| \| \| \| \| \| \| \| \| \| \| \| \| \| \| \| \| \| \| \| \| \| \| \| \| \| \| \| \| \| \| \| \| \| \| \| \| \| \| \| \| \| \| \| Amalarico VI de Montfort-Évreux conde Évreux (fallecido en 1213) \| Amalarico VI de Montfort-Évreux conde Évreux (fallecido en 1213) \| Amalarico VI de Montfort-Évreux conde Évreux (fallecido en 1213) \| Amalarico VI de Montfort-Évreux conde Évreux (fallecido en 1213) \| Amalarico VI de Montfort-Évreux conde Évreux (fallecido en 1213) \| Amalarico VI de Montfort-Évreux conde Évreux (fallecido en 1213) \| \| \| \| \| \| \| \| \| \| \| Simón IV de Montfort señor de Montfort (fallecido en 1218) \| Simón IV de Montfort señor de Montfort (fallecido en 1218) \| Simón IV de Montfort señor de Montfort (fallecido en 1218) \| Simón IV de Montfort señor de Montfort (fallecido en 1218) \| Simón IV de Montfort señor de Montfort (fallecido en 1218) \| Simón IV de Montfort señor de Montfort (fallecido en 1218) \| \| \| \| \| \| \| \| \| \| \| \| \| \| \| \| \| \| \| Guido señor de Castres (fallecido en 1228) \| Guido señor de Castres (fallecido en 1228) \| Guido señor de Castres (fallecido en 1228) \| Guido señor de Castres (fallecido en 1228) \| Guido señor de Castres (fallecido en 1228) \| Guido señor de Castres (fallecido en 1228) \| \| \| Petronila (fallecida en 1216) \| Petronila (fallecida en 1216) \| Petronila (fallecida en 1216) \| Petronila (fallecida en 1216) \| Petronila (fallecida en 1216) \| Petronila (fallecida en 1216) \| \| \| \| \| \| \| \| \| \| \| \| \| \| \| \| \| \| \| \| \| \| \| \| \| \| \| \| \| \| \| \| \| \| \| \| \| \| \| \| \| \| \| \| \| \| \| \| \| \| \| \| \| \| \| \| \| \| \| \| \| \| \| \| \| \| \| \| \| \| \| \| Amalarico VI de Montfort-Évreux conde Évreux (fallecido en 1213) \| Amalarico VI de Montfort-Évreux conde Évreux (fallecido en 1213) \| Amalarico VI de Montfort-Évreux conde Évreux (fallecido en 1213) \| Amalarico VI de Montfort-Évreux conde Évreux (fallecido en 1213) \| Amalarico VI de Montfort-Évreux conde Évreux (fallecido en 1213) \| Amalarico VI de Montfort-Évreux conde Évreux (fallecido en 1213) \| \| \| \| \| \| \| \| \| \| \| Simón IV de Montfort señor de Montfort (fallecido en 1218) \| Simón IV de Montfort señor de Montfort (fallecido en 1218) \| Simón IV de Montfort señor de Montfort (fallecido en 1218) \| Simón IV de Montfort señor de Montfort (fallecido en 1218) \| Simón IV de Montfort señor de Montfort (fallecido en 1218) \| Simón IV de Montfort señor de Montfort (fallecido en 1218) \| \| \| \| \| \| \| \| \| \| \| \| \| \| \| \| \| \| \| Guido señor de Castres (fallecido en 1228) \| Guido señor de Castres (fallecido en 1228) \| Guido señor de Castres (fallecido en 1228) \| Guido señor de Castres (fallecido en 1228) \| Guido señor de Castres (fallecido en 1228) \| Guido señor de Castres (fallecido en 1228) \| \| \| Petronila (fallecida en 1216) \| Petronila (fallecida en 1216) \| Petronila (fallecida en 1216) \| Petronila (fallecida en 1216) \| Petronila (fallecida en 1216) \| Petronila (fallecida en 1216) \| \| \| \| \| \| \| \| \| \| \| \| \| \| \| \| \| \| \| \| \| \| \| \| \| \| \| \| \| \| \| \| \| \| \| \| \| \| \| \| \| \| \| \| \| \| \| \| \| \| \| \| \| \| \| \| \| \| \| \| \| \| \| \| \| \| \| \| \| \| \| \| \| \| \| \| \| \| \| \| \| \| \| \| \| \| \| \| \| \| \| \| \| \| \| \| \| \| \| \| \| \| \| \| \| \| \| \| \| \| \| \| \| \| \| \| \| \| \| \| \| \| \| \| \| \| \| \| \| \| \| \| \| \| \| \| \| \| \| \| \| \| \| \| \| \| \| \| \| \| \| \| \| \| \| \| \| \| \| \| \| \| \| \| \| \| \| \| \| \| \| \| \| \| \| \| \| \| \| \| \| \| \| \| \| \| \| \| \| Amalarico VI de Montfort conde de Montfort (fallecido en 1241) \| Amalarico VI de Montfort conde de Montfort (fallecido en 1241) \| Amalarico VI de Montfort conde de Montfort (fallecido en 1241) \| Amalarico VI de Montfort conde de Montfort (fallecido en 1241) \| Amalarico VI de Montfort conde de Montfort (fallecido en 1241) \| Amalarico VI de Montfort conde de Montfort (fallecido en 1241) \| \| \| \| \| \| \| \| \| \| \| Guido conde de Bigorre (fallecido en 1220) \| Guido conde de Bigorre (fallecido en 1220) \| Guido conde de Bigorre (fallecido en 1220) \| Guido conde de Bigorre (fallecido en 1220) \| Guido conde de Bigorre (fallecido en 1220) \| Guido conde de Bigorre (fallecido en 1220) \| \| \| Roberto \| Roberto \| Roberto \| Roberto \| Roberto \| Roberto \| \| \| Simón V de Montfort conde de Leicester \| Simón V de Montfort conde de Leicester \| Simón V de Montfort conde de Leicester \| Simón V de Montfort conde de Leicester \| Simón V de Montfort conde de Leicester \| Simón V de Montfort conde de Leicester \| \| \| 3 hijas: Amícia (fallecida en 1253) Laura (fallecida en 1227) Petronila \| 3 hijas: Amícia (fallecida en 1253) Laura (fallecida en 1227) Petronila \| 3 hijas: Amícia (fallecida en 1253) Laura (fallecida en 1227) Petronila \| 3 hijas: Amícia (fallecida en 1253) Laura (fallecida en 1227) Petronila \| 3 hijas: Amícia (fallecida en 1253) Laura (fallecida en 1227) Petronila \| 3 hijas: Amícia (fallecida en 1253) Laura (fallecida en 1227) Petronila \| \| \| Felipe I de Montfort-Castres (fallecido en 1270) señor de Castres señor de Tiro y Torón \| Felipe I de Montfort-Castres (fallecido en 1270) señor de Castres señor de Tiro y Torón \| Felipe I de Montfort-Castres (fallecido en 1270) señor de Castres señor de Tiro y Torón \| Felipe I de Montfort-Castres (fallecido en 1270) señor de Castres señor de Tiro y Torón \| Felipe I de Montfort-Castres (fallecido en 1270) señor de Castres señor de Tiro y Torón \| Felipe I de Montfort-Castres (fallecido en 1270) señor de Castres señor de Tiro y Torón \| \| \| Pernelle \| Pernelle \| Pernelle \| Pernelle \| Pernelle \| Pernelle \| \| \| \| \| \| \| \| \| \| \| \| \| \| \| \| \| \| \| \| \| \| \| \| \| \| \| \| \| \| \| \| \| \| \| \| \| \| \| \| \| \| \| \| \| \| \| \| \| \| \| \| \| \| \| \| \| \| \| \| \| \| \| \| Amalarico VI de Montfort conde de Montfort (fallecido en 1241) \| Amalarico VI de Montfort conde de Montfort (fallecido en 1241) \| Amalarico VI de Montfort conde de Montfort (fallecido en 1241) \| Amalarico VI de Montfort conde de Montfort (fallecido en 1241) \| Amalarico VI de Montfort conde de Montfort (fallecido en 1241) \| Amalarico VI de Montfort conde de Montfort (fallecido en 1241) \| \| \| \| \| \| \| \| \| \| \| Guido conde de Bigorre (fallecido en 1220) \| Guido conde de Bigorre (fallecido en 1220) \| Guido conde de Bigorre (fallecido en 1220) \| Guido conde de Bigorre (fallecido en 1220) \| Guido conde de Bigorre (fallecido en 1220) \| Guido conde de Bigorre (fallecido en 1220) \| \| \| Roberto \| Roberto \| Roberto \| Roberto \| Roberto \| Roberto \| \| \| Simón V de Montfort conde de Leicester \| Simón V de Montfort conde de Leicester \| Simón V de Montfort conde de Leicester \| Simón V de Montfort conde de Leicester \| Simón V de Montfort conde de Leicester \| Simón V de Montfort conde de Leicester \| \| \| 3 hijas: Amícia (fallecida en 1253) Laura (fallecida en 1227) Petronila \| 3 hijas: Amícia (fallecida en 1253) Laura (fallecida en 1227) Petronila \| 3 hijas: Amícia (fallecida en 1253) Laura (fallecida en 1227) Petronila \| 3 hijas: Amícia (fallecida en 1253) Laura (fallecida en 1227) Petronila \| 3 hijas: Amícia (fallecida en 1253) Laura (fallecida en 1227) Petronila \| 3 hijas: Amícia (fallecida en 1253) Laura (fallecida en 1227) Petronila \| \| \| Felipe I de Montfort-Castres (fallecido en 1270) señor de Castres señor de Tiro y Torón \| Felipe I de Montfort-Castres (fallecido en 1270) señor de Castres señor de Tiro y Torón \| Felipe I de Montfort-Castres (fallecido en 1270) señor de Castres señor de Tiro y Torón \| Felipe I de Montfort-Castres (fallecido en 1270) señor de Castres señor de Tiro y Torón \| Felipe I de Montfort-Castres (fallecido en 1270) señor de Castres señor de Tiro y Torón \| Felipe I de Montfort-Castres (fallecido en 1270) señor de Castres señor de Tiro y Torón \| \| \| Pernelle \| Pernelle \| Pernelle \| Pernelle \| Pernelle \| Pernelle \| \| \| \| \| \| \| \| \| \| \| \| \| \| \| \| \| \| \| \| \| \| \| \| \| \| \| \| \| \| \| \| \| \| \| \| \| \| \| \| \| \| \| \| \| \| \| \| \| \| \| \| \| \| \| \| \| \| \| \| \| \| \| \| \| \| \| \| \| \| \| \| \| \| \| \| \| \| \| \| \| \| \| \| \| \| \| \| \| \| \| \| \| \| \| \| \| \| \| \| \| \| \| \| \| \| \| \| \| \| \| \| \| \| \| \| \| \| \| \| \| \| \| \| \| \| \| \| \| \| \| \| \| \| \| \| \| \| \| \| \| \| \| \| \| \| \| \| \| \| \| \| \| \| \| \| \| \| \| \| \| \| \| \| \| \| \| \| \| \| \| \| \| \| \| \| \| \| \| \| \| \| \| \| \| \| \| \| \| Juan, conde de Montfort (fallecido en 1249) \| Juan, conde de Montfort (fallecido en 1249) \| Juan, conde de Montfort (fallecido en 1249) \| Juan, conde de Montfort (fallecido en 1249) \| Juan, conde de Montfort (fallecido en 1249) \| Juan, conde de Montfort (fallecido en 1249) \| \| \| aura x Fernando conde de Aumale \| aura x Fernando conde de Aumale \| aura x Fernando conde de Aumale \| aura x Fernando conde de Aumale \| aura x Fernando conde de Aumale \| aura x Fernando conde de Aumale \| \| \| Alicia x Jordán de Chabannais \| Alicia x Jordán de Chabannais \| Alicia x Jordán de Chabannais \| Alicia x Jordán de Chabannais \| Alicia x Jordán de Chabannais \| Alicia x Jordán de Chabannais \| \| \| \| \| \| \| \| \| \| \| Guido conde de Nola \| Guido conde de Nola \| Guido conde de Nola \| Guido conde de Nola \| Guido conde de Nola \| Guido conde de Nola \| \| \| \| \| \| \| \| \| \| \| Felipe II de Montfort-Castres señor de Castres (fallecido en 1270) \| Felipe II de Montfort-Castres señor de Castres (fallecido en 1270) \| Felipe II de Montfort-Castres señor de Castres (fallecido en 1270) \| Felipe II de Montfort-Castres señor de Castres (fallecido en 1270) \| Felipe II de Montfort-Castres señor de Castres (fallecido en 1270) \| Felipe II de Montfort-Castres señor de Castres (fallecido en 1270) \| \| \| Juan señor de Torón y Tiro (fallecido en 1283) \| Juan señor de Torón y Tiro (fallecido en 1283) \| Juan señor de Torón y Tiro (fallecido en 1283) \| Juan señor de Torón y Tiro (fallecido en 1283) \| Juan señor de Torón y Tiro (fallecido en 1283) \| Juan señor de Torón y Tiro (fallecido en 1283) \| \| \| Hunfredo señor de Beirut (fallecido en 1284) \| Hunfredo señor de Beirut (fallecido en 1284) \| Hunfredo señor de Beirut (fallecido en 1284) \| Hunfredo señor de Beirut (fallecido en 1284) \| Hunfredo señor de Beirut (fallecido en 1284) \| Hunfredo señor de Beirut (fallecido en 1284) \| \| \| \| \| \| \| \| \| \| \| \| \| \| \| \| \| \| \| \| \| \| \| \| \| \| \| \| \| \| \| \| \| \| \| \| \| \| \| \| \| \| \| \| \| \| \| \| \| \| \| \| \| \| \| \| Juan, conde de Montfort (fallecido en 1249) \| Juan, conde de Montfort (fallecido en 1249) \| Juan, conde de Montfort (fallecido en 1249) \| Juan, conde de Montfort (fallecido en 1249) \| Juan, conde de Montfort (fallecido en 1249) \| Juan, conde de Montfort (fallecido en 1249) \| \| \| aura x Fernando conde de Aumale \| aura x Fernando conde de Aumale \| aura x Fernando conde de Aumale \| aura x Fernando conde de Aumale \| aura x Fernando conde de Aumale \| aura x Fernando conde de Aumale \| \| \| Alicia x Jordán de Chabannais \| Alicia x Jordán de Chabannais \| Alicia x Jordán de Chabannais \| Alicia x Jordán de Chabannais \| Alicia x Jordán de Chabannais \| Alicia x Jordán de Chabannais \| \| \| \| \| \| \| \| \| \| \| Guido conde de Nola \| Guido conde de Nola \| Guido conde de Nola \| Guido conde de Nola \| Guido conde de Nola \| Guido conde de Nola \| \| \| \| \| \| \| \| \| \| \| Felipe II de Montfort-Castres señor de Castres (fallecido en 1270) \| Felipe II de Montfort-Castres señor de Castres (fallecido en 1270) \| Felipe II de Montfort-Castres señor de Castres (fallecido en 1270) \| Felipe II de Montfort-Castres señor de Castres (fallecido en 1270) \| Felipe II de Montfort-Castres señor de Castres (fallecido en 1270) \| Felipe II de Montfort-Castres señor de Castres (fallecido en 1270) \| \| \| Juan señor de Torón y Tiro (fallecido en 1283) \| Juan señor de Torón y Tiro (fallecido en 1283) \| Juan señor de Torón y Tiro (fallecido en 1283) \| Juan señor de Torón y Tiro (fallecido en 1283) \| Juan señor de Torón y Tiro (fallecido en 1283) \| Juan señor de Torón y Tiro (fallecido en 1283) \| \| \| Hunfredo señor de Beirut (fallecido en 1284) \| Hunfredo señor de Beirut (fallecido en 1284) \| Hunfredo señor de Beirut (fallecido en 1284) \| Hunfredo señor de Beirut (fallecido en 1284) \| Hunfredo señor de Beirut (fallecido en 1284) \| Hunfredo señor de Beirut (fallecido en 1284) \| \| \| \| \| \| \| \| \| \| \| \| \| \| \| \| \| \| \| \| \| \| \| \| \| \| \| \| \| \| \| \| \| \| \| \| \| \| \| \| \| \| \| \| \| \| \| \| \| \| \| \| \| \| \| \| \| \| \| \| \| \| \| \| \| \| \| \| \| \| \| \| \| \| \| \| \| \| \| \| \| \| \| \| \| \| \| \| \| \| \| \| \| \| \| \| \| \| \| \| \| \| \| \| \| \| \| \| \| \| \| \| \| \| \| \| \| \| \| \| \| \| \| \| \| \| \| \| \| \| \| \| \| \| \| \| \| \| \| \| \| \| \| \| \| \| \| \| \| \| \| \| \| \| \| \| \| \| \| \| \| \| \| \| \| \| \| \| \| \| \| \| \| \| \| \| \| \| \| \| \| Beatriz x Robert IV de Dreux conde de Dreux \| Beatriz x Robert IV de Dreux conde de Dreux \| Beatriz x Robert IV de Dreux conde de Dreux \| Beatriz x Robert IV de Dreux conde de Dreux \| Beatriz x Robert IV de Dreux conde de Dreux \| Beatriz x Robert IV de Dreux conde de Dreux \| \| \| \| \| \| \| \| \| \| \| \| \| \| \| \| \| \| \| \| \| \| \| \| \| \| \| Anastasia x Romano Orsini senador de Roma \| Anastasia x Romano Orsini senador de Roma \| Anastasia x Romano Orsini senador de Roma \| Anastasia x Romano Orsini senador de Roma \| Anastasia x Romano Orsini senador de Roma \| Anastasia x Romano Orsini senador de Roma \| \| \| Juan señor de Castres (fallecido en 1300) \| Juan señor de Castres (fallecido en 1300) \| Juan señor de Castres (fallecido en 1300) \| Juan señor de Castres (fallecido en 1300) \| Juan señor de Castres (fallecido en 1300) \| Juan señor de Castres (fallecido en 1300) \| \| \| Leonor Juan V de Vendôme conde de Vendôme \| Leonor Juan V de Vendôme conde de Vendôme \| Leonor Juan V de Vendôme conde de Vendôme \| Leonor Juan V de Vendôme conde de Vendôme \| Leonor Juan V de Vendôme conde de Vendôme \| Leonor Juan V de Vendôme conde de Vendôme \| \| \| \| \| \| \| \| \| \| \| Rubén (fallecido en 1313) \| Rubén (fallecido en 1313) \| Rubén (fallecido en 1313) \| Rubén (fallecido en 1313) \| Rubén (fallecido en 1313) \| Rubén (fallecido en 1313) \| \| \| \| \| \| \| \| \| \| \| \| \| \| \| \| \| \| \| \| \| \| \| \| \| \| \| \| \| \| \| \| \| \| \| \| \| \| \| \| \| \| \| \| \| \| \| \| \| \| \| \| \| \| \| \| Beatriz x Robert IV de Dreux conde de Dreux \| Beatriz x Robert IV de Dreux conde de Dreux \| Beatriz x Robert IV de Dreux conde de Dreux \| Beatriz x Robert IV de Dreux conde de Dreux \| Beatriz x Robert IV de Dreux conde de Dreux \| Beatriz x Robert IV de Dreux conde de Dreux \| \| \| \| \| \| \| \| \| \| \| \| \| \| \| \| \| \| \| \| \| \| \| \| \| \| \| Anastasia x Romano Orsini senador de Roma \| Anastasia x Romano Orsini senador de Roma \| Anastasia x Romano Orsini senador de Roma \| Anastasia x Romano Orsini senador de Roma \| Anastasia x Romano Orsini senador de Roma \| Anastasia x Romano Orsini senador de Roma \| \| \| Juan señor de Castres (fallecido en 1300) \| Juan señor de Castres (fallecido en 1300) \| Juan señor de Castres (fallecido en 1300) \| Juan señor de Castres (fallecido en 1300) \| Juan señor de Castres (fallecido en 1300) \| Juan señor de Castres (fallecido en 1300) \| \| \| Leonor Juan V de Vendôme conde de Vendôme \| Leonor Juan V de Vendôme conde de Vendôme \| Leonor Juan V de Vendôme conde de Vendôme \| Leonor Juan V de Vendôme conde de Vendôme \| Leonor Juan V de Vendôme conde de Vendôme \| Leonor Juan V de Vendôme conde de Vendôme \| \| \| \| \| \| \| \| \| \| \| Rubén (fallecido en 1313) \| Rubén (fallecido en 1313) \| Rubén (fallecido en 1313) \| Rubén (fallecido en 1313) \| Rubén (fallecido en 1313) \| Rubén (fallecido en 1313) \| \| \| \| \| \| \| \| \| \| \| \| \| \| \| \| \| \| \| \| \| \| \| \| \| \| \| \| \| \| \| \| \| \| \| \| \| \| \| \| \| \| \| \| \| \| \| \| \| \| \| \| \| \| \| \| \| \| \| \| \| \| \| \| \| \| \| \| \| \| \| \| \| \| \| \| \| \| \| \| \| \| \| \| \| \| \| \| Roberto Orsini conde de Nola \| Roberto Orsini conde de Nola \| Roberto Orsini conde de Nola \| Roberto Orsini conde de Nola \| Roberto Orsini conde de Nola \| Roberto Orsini conde de Nola \| \| \| \| \| \| \| \| \| \| \| \| \| \| \| \| \| \| \| \| \| \| \| \| \| \| \| Hunfredo (1305-1326) \| Hunfredo (1305-1326) \| Hunfredo (1305-1326) \| Hunfredo (1305-1326) \| Hunfredo (1305-1326) \| Hunfredo (1305-1326) \| \| \| \| \| \| \| \| \| \| \| \| \| \| \| \| \| \| \| \| \| \| \| \| \| \| \| \| \| \| \| \| \| \| \| \| \| \| \| \| \| \| \| \| \| \| \| \| \| \| \| \| \| \| \| \| \| \| \| \| \| \| \| \| \| \| \| \| \| \| \| \| \| \| \| \| \| \| \| \| \| \| \| \| \| \| \| \| Roberto Orsini conde de Nola \| Roberto Orsini conde de Nola \| Roberto Orsini conde de Nola \| Roberto Orsini conde de Nola \| Roberto Orsini conde de Nola \| Roberto Orsini conde de Nola \| \| \| \| \| \| \| \| \| \| \| \| \| \| \| \| \| \| \| \| \| \| \| \| \| \| \| Hunfredo (1305-1326) \| Hunfredo (1305-1326) \| Hunfredo (1305-1326) \| Hunfredo (1305-1326) \| Hunfredo (1305-1326) \| Hunfredo (1305-1326) \| \| \| \| \| \| \| \| \| \| \| \| \| \| \| \| \| \| \| \| \| \| \| \| \| \| \| \| \| \| \| \| \| \| \| \| \| \| \| \| \| \| \| \| \| \| \| \| \| \| \| \| \| \| \| \| \| \| \| \| \| \| \| \| \| \| \| \| \| \| \| \| \| \| \| \| \| \| \| \| \| \| \| \| \| \| \| \| Nicolo Orsini conde de Nola \| Nicolo Orsini conde de Nola \| Nicolo Orsini conde de Nola \| Nicolo Orsini conde de Nola \| Nicolo Orsini conde de Nola \| Nicolo Orsini conde de Nola \| \| \| \| \| \| \| \| \| \| \| \| \| \| \| \| \| \| \| \| \| \| \| \| \| \| \| Eschiva x Pedro de Lusignan rey de Chipre \| Eschiva x Pedro de Lusignan rey de Chipre \| Eschiva x Pedro de Lusignan rey de Chipre \| Eschiva x Pedro de Lusignan rey de Chipre \| Eschiva x Pedro de Lusignan rey de Chipre \| Eschiva x Pedro de Lusignan rey de Chipre \| \| \| \| \| \| \| \| \| \| \| \| \| \| \| \| \| \| \| \| \| \| \| \| \| \| \| \| \| \| \| \| \| \| \| \| \| \| \| \| \| \| \| \| \| \| \| \| \| \| \| \| \| \| \| |                                                                |                                                                |                                                                |                                                                |                                                                |  |  |                                                                    |                                                                    |                                                                    |                                                                    |                                                                    |                                                                    |  |  |                                                           |                                                           |                                                           |                                                           |                                                           |                                                           |  |  |                                                              |                                                              |                                                              |                                                              |                                                              |                                                              |  |  |                                                                             |                                                                             |                                                                             |                                                                             |                                                                             |                                                                             |  |  |                                                                                 |                                                                                 |                                                                                 |                                                                                 |                                                                                 |                                                                                 |  |  |                                                                                         |                                                                                         |                                                                                         |                                                                                         |                                                                                         |                                                                                         |       |       |                                                |                                                |                                                |                                                |                                                |                                                |                                  |                                  |                                              |                                              |                                              |                                              |                                              |                                              |  |  |  |  |  |  |  |  |  |  |  |  |  |  |  |  |  |  |  |  |  |  |  |  |  |  |  |  |  |  |  |  |  |  |  |  |  |  |  |  |  |  |  |  |  |  |  |  |  |  |  |  |  |  |
| |                                                                |                                                                |                                                                |                                                                |                                                                |  |  |                                                                    |                                                                    |                                                                    |                                                                    |                                                                    |                                                                    |  |  |                                                           |                                                           |                                                           |                                                           |                                                           |                                                           |  |  |                                                              |                                                              |                                                              |                                                              |                                                              |                                                              |  |  | Guillermo de Hainaut                                                        |                                                                             |                                                                             |                                                                             |                                                                             |                                                                             |  |  |                                                                                 |                                                                                 |                                                                                 |                                                                                 |                                                                                 |                                                                                 |  |  |                                                                                         |                                                                                         |                                                                                         |                                                                                         |                                                                                         |                                                                                         |       |       |                                                |                                                |                                                |                                                |                                                |                                                |                                  |                                  |                                              |                                              |                                              |                                              |                                              |                                              |  |  |  |  |  |  |  |  |  |  |  |  |  |  |  |  |  |  |  |  |  |  |  |  |  |  |  |  |  |  |  |  |  |  |  |  |  |  |  |  |  |  |  |  |  |  |  |  |  |  |  |  |  |  |
| |                                                                |                                                                |                                                                |                                                                |                                                                |  |  |                                                                    |                                                                    |                                                                    |                                                                    |                                                                    |                                                                    |  |  |                                                           |                                                           |                                                           |                                                           |                                                           |                                                           |  |  |                                                              |                                                              |                                                              |                                                              |                                                              |                                                              |  |  |                                                                             |                                                                             |                                                                             |                                                                             |                                                                             |                                                                             |  |  |                                                                                 |                                                                                 |                                                                                 |                                                                                 |                                                                                 |                                                                                 |  |  |                                                                                         |                                                                                         |                                                                                         |                                                                                         |                                                                                         |                                                                                         |       |       |                                                |                                                |                                                |                                                |                                                |                                                |                                  |                                  |                                              |                                              |                                              |                                              |                                              |                                              |  |  |  |  |  |  |  |  |  |  |  |  |  |  |  |  |  |  |  |  |  |  |  |  |  |  |  |  |  |  |  |  |  |  |  |  |  |  |  |  |  |  |  |  |  |  |  |  |  |  |  |  |  |  |
| |                                                                |                                                                |                                                                |                                                                |                                                                |  |  |                                                                    |                                                                    |                                                                    |                                                                    |                                                                    |                                                                    |  |  |                                                           |                                                           |                                                           |                                                           |                                                           |                                                           |  |  |                                                              |                                                              |                                                              |                                                              |                                                              |                                                              |  |  | Amalarico I de Montfort señor de Montfort (fallecido en 1053)               |                                                                             |                                                                             |                                                                             |                                                                             |                                                                             |  |  |                                                                                 |                                                                                 |                                                                                 |                                                                                 |                                                                                 |                                                                                 |  |  |                                                                                         |                                                                                         |                                                                                         |                                                                                         |                                                                                         |                                                                                         |       |       |                                                |                                                |                                                |                                                |                                                |                                                |                                  |                                  |                                              |                                              |                                              |                                              |                                              |                                              |  |  |  |  |  |  |  |  |  |  |  |  |  |  |  |  |  |  |  |  |  |  |  |  |  |  |  |  |  |  |  |  |  |  |  |  |  |  |  |  |  |  |  |  |  |  |  |  |  |  |  |  |  |  |
| |                                                                |                                                                |                                                                |                                                                |                                                                |  |  |                                                                    |                                                                    |                                                                    |                                                                    |                                                                    |                                                                    |  |  |                                                           |                                                           |                                                           |                                                           |                                                           |                                                           |  |  |                                                              |                                                              |                                                              |                                                              |                                                              |                                                              |  |  |                                                                             |                                                                             |                                                                             |                                                                             |                                                                             |                                                                             |  |  |                                                                                 |                                                                                 |                                                                                 |                                                                                 |                                                                                 |                                                                                 |  |  |                                                                                         |                                                                                         |                                                                                         |                                                                                         |                                                                                         |                                                                                         |       |       |                                                |                                                |                                                |                                                |                                                |                                                |                                  |                                  |                                              |                                              |                                              |                                              |                                              |                                              |  |  |  |  |  |  |  |  |  |  |  |  |  |  |  |  |  |  |  |  |  |  |  |  |  |  |  |  |  |  |  |  |  |  |  |  |  |  |  |  |  |  |  |  |  |  |  |  |  |  |  |  |  |  |
| |                                                                |                                                                |                                                                |                                                                |                                                                |  |  |                                                                    |                                                                    |                                                                    |                                                                    |                                                                    |                                                                    |  |  |                                                           |                                                           |                                                           |                                                           |                                                           |                                                           |  |  |                                                              |                                                              |                                                              |                                                              |                                                              |                                                              |  |  |                                                                             |                                                                             |                                                                             |                                                                             |                                                                             |                                                                             |  |  |                                                                                 |                                                                                 |                                                                                 |                                                                                 |                                                                                 |                                                                                 |  |  |                                                                                         |                                                                                         |                                                                                         |                                                                                         |                                                                                         |                                                                                         |       |       |                                                |                                                |                                                |                                                |                                                |                                                |                                  |                                  |                                              |                                              |                                              |                                              |                                              |                                              |  |  |  |  |  |  |  |  |  |  |  |  |  |  |  |  |  |  |  |  |  |  |  |  |  |  |  |  |  |  |  |  |  |  |  |  |  |  |  |  |  |  |  |  |  |  |  |  |  |  |  |  |  |  |
| Isabel de Broyes | Isabel de Broyes                                               | Isabel de Broyes                                               | Isabel de Broyes                                               | Isabel de Broyes                                               | Isabel de Broyes                                               |  |  |                                                                    |                                                                    |                                                                    |                                                                    |                                                                    |                                                                    |  |  | Simón I de Montfort señor de Montfort (fallecido en 1087) | Simón I de Montfort señor de Montfort (fallecido en 1087) | Simón I de Montfort señor de Montfort (fallecido en 1087) | Simón I de Montfort señor de Montfort (fallecido en 1087) | Simón I de Montfort señor de Montfort (fallecido en 1087) | Simón I de Montfort señor de Montfort (fallecido en 1087) |  |  |                                                              |                                                              |                                                              |                                                              |                                                              |                                                              |  |  |                                                                             |                                                                             |                                                                             |                                                                             |                                                                             |                                                                             |  |  | Inés de Évreux                                                                  | Inés de Évreux                                                                  | Inés de Évreux                                                                  | Inés de Évreux                                                                  | Inés de Évreux                                                                  | Inés de Évreux                                                                  |  |  |                                                                                         |                                                                                         |                                                                                         |                                                                                         |                                                                                         |                                                                                         |       |       |                                                |                                                |                                                |                                                | Mainier señor de Épernon xIsabel               | Mainier señor de Épernon xIsabel               | Mainier señor de Épernon xIsabel | Mainier señor de Épernon xIsabel | Mainier señor de Épernon xIsabel             | Mainier señor de Épernon xIsabel             |                                              |                                              |                                              |                                              |  |  |  |  |  |  |  |  |  |  |  |  |  |  |  |  |  |  |  |  |  |  |  |  |  |  |  |  |  |  |  |  |  |  |  |  |  |  |  |  |  |  |  |  |  |  |  |  |  |  |  |  |  |  |
| Isabel de Broyes | Isabel de Broyes                                               | Isabel de Broyes                                               | Isabel de Broyes                                               | Isabel de Broyes                                               | Isabel de Broyes                                               |  |  |                                                                    |                                                                    |                                                                    |                                                                    |                                                                    |                                                                    |  |  | Simón I de Montfort señor de Montfort (fallecido en 1087) | Simón I de Montfort señor de Montfort (fallecido en 1087) | Simón I de Montfort señor de Montfort (fallecido en 1087) | Simón I de Montfort señor de Montfort (fallecido en 1087) | Simón I de Montfort señor de Montfort (fallecido en 1087) | Simón I de Montfort señor de Montfort (fallecido en 1087) |  |  |                                                              |                                                              |                                                              |                                                              |                                                              |                                                              |  |  |                                                                             |                                                                             |                                                                             |                                                                             |                                                                             |                                                                             |  |  | Inés de Évreux                                                                  | Inés de Évreux                                                                  | Inés de Évreux                                                                  | Inés de Évreux                                                                  | Inés de Évreux                                                                  | Inés de Évreux                                                                  |  |  |                                                                                         |                                                                                         |                                                                                         |                                                                                         |                                                                                         |                                                                                         |       |       |                                                |                                                |                                                |                                                | Mainier señor de Épernon xIsabel               | Mainier señor de Épernon xIsabel               | Mainier señor de Épernon xIsabel | Mainier señor de Épernon xIsabel | Mainier señor de Épernon xIsabel             | Mainier señor de Épernon xIsabel             |                                              |                                              |                                              |                                              |  |  |  |  |  |  |  |  |  |  |  |  |  |  |  |  |  |  |  |  |  |  |  |  |  |  |  |  |  |  |  |  |  |  |  |  |  |  |  |  |  |  |  |  |  |  |  |  |  |  |  |  |  |  |
| |                                                                |                                                                |                                                                |                                                                |                                                                |  |  |                                                                    |                                                                    |                                                                    |                                                                    |                                                                    |                                                                    |  |  |                                                           |                                                           |                                                           |                                                           |                                                           |                                                           |  |  |                                                              |                                                              |                                                              |                                                              |                                                              |                                                              |  |  |                                                                             |                                                                             |                                                                             |                                                                             |                                                                             |                                                                             |  |  |                                                                                 |                                                                                 |                                                                                 |                                                                                 |                                                                                 |                                                                                 |  |  |                                                                                         |                                                                                         |                                                                                         |                                                                                         |                                                                                         |                                                                                         |       |       |                                                |                                                |                                                |                                                |                                                |                                                |                                  |                                  |                                              |                                              |                                              |                                              |                                              |                                              |  |  |  |  |  |  |  |  |  |  |  |  |  |  |  |  |  |  |  |  |  |  |  |  |  |  |  |  |  |  |  |  |  |  |  |  |  |  |  |  |  |  |  |  |  |  |  |  |  |  |  |  |  |  |
| |                                                                |                                                                |                                                                |                                                                |                                                                |  |  |                                                                    |                                                                    |                                                                    |                                                                    |                                                                    |                                                                    |  |  |                                                           |                                                           |                                                           |                                                           |                                                           |                                                           |  |  |                                                              |                                                              |                                                              |                                                              |                                                              |                                                              |  |  |                                                                             |                                                                             |                                                                             |                                                                             |                                                                             |                                                                             |  |  |                                                                                 |                                                                                 |                                                                                 |                                                                                 |                                                                                 |                                                                                 |  |  |                                                                                         |                                                                                         |                                                                                         |                                                                                         |                                                                                         |                                                                                         |       |       |                                                |                                                |                                                |                                                |                                                |                                                |                                  |                                  |                                              |                                              |                                              |                                              |                                              |                                              |  |  |  |  |  |  |  |  |  |  |  |  |  |  |  |  |  |  |  |  |  |  |  |  |  |  |  |  |  |  |  |  |  |  |  |  |  |  |  |  |  |  |  |  |  |  |  |  |  |  |  |  |  |  |
| Amalarico II de Montfort señor de Montfort (fallecido en 1089) | Amalarico II de Montfort señor de Montfort (fallecido en 1089) | Amalarico II de Montfort señor de Montfort (fallecido en 1089) | Amalarico II de Montfort señor de Montfort (fallecido en 1089) | Amalarico II de Montfort señor de Montfort (fallecido en 1089) | Amalarico II de Montfort señor de Montfort (fallecido en 1089) |  |  | Isabel xRaúl II de Tosny señor de Tosny y Conches                  | Isabel xRaúl II de Tosny señor de Tosny y Conches                  | Isabel xRaúl II de Tosny señor de Tosny y Conches                  | Isabel xRaúl II de Tosny señor de Tosny y Conches                  | Isabel xRaúl II de Tosny señor de Tosny y Conches                  | Isabel xRaúl II de Tosny señor de Tosny y Conches                  |  |  | Guillermo obispo de París (fallecido en 1101)             | Guillermo obispo de París (fallecido en 1101)             | Guillermo obispo de París (fallecido en 1101)             | Guillermo obispo de París (fallecido en 1101)             | Guillermo obispo de París (fallecido en 1101)             | Guillermo obispo de París (fallecido en 1101)             |  |  | Ricardo señor de Montfort (fallecido en 1089)                | Ricardo señor de Montfort (fallecido en 1089)                | Ricardo señor de Montfort (fallecido en 1089)                | Ricardo señor de Montfort (fallecido en 1089)                | Ricardo señor de Montfort (fallecido en 1089)                | Ricardo señor de Montfort (fallecido en 1089)                |  |  | Simón II de Montfort señor de Montfort (fallecido en 1101)                  | Simón II de Montfort señor de Montfort (fallecido en 1101)                  | Simón II de Montfort señor de Montfort (fallecido en 1101)                  | Simón II de Montfort señor de Montfort (fallecido en 1101)                  | Simón II de Montfort señor de Montfort (fallecido en 1101)                  | Simón II de Montfort señor de Montfort (fallecido en 1101)                  |  |  | Amalarico III de Montfort señor de Montfort conde de Évreux (fallecido en 1137) | Amalarico III de Montfort señor de Montfort conde de Évreux (fallecido en 1137) | Amalarico III de Montfort señor de Montfort conde de Évreux (fallecido en 1137) | Amalarico III de Montfort señor de Montfort conde de Évreux (fallecido en 1137) | Amalarico III de Montfort señor de Montfort conde de Évreux (fallecido en 1137) | Amalarico III de Montfort señor de Montfort conde de Évreux (fallecido en 1137) |  |  | Bertrada x Fulco IV de Anjou xx Felipe I de Francia                                     | Bertrada x Fulco IV de Anjou xx Felipe I de Francia                                     | Bertrada x Fulco IV de Anjou xx Felipe I de Francia                                     | Bertrada x Fulco IV de Anjou xx Felipe I de Francia                                     | Bertrada x Fulco IV de Anjou xx Felipe I de Francia                                     | Bertrada x Fulco IV de Anjou xx Felipe I de Francia                                     |       |       | Amalarico señor de Épernon                     | Amalarico señor de Épernon                     | Amalarico señor de Épernon                     | Amalarico señor de Épernon                     | Amalarico señor de Épernon                     | Amalarico señor de Épernon                     |                                  |                                  | Guillermo                                    | Guillermo                                    | Guillermo                                    | Guillermo                                    | Guillermo                                    | Guillermo                                    |  |  |  |  |  |  |  |  |  |  |  |  |  |  |  |  |  |  |  |  |  |  |  |  |  |  |  |  |  |  |  |  |  |  |  |  |  |  |  |  |  |  |  |  |  |  |  |  |  |  |  |  |  |  |
| Amalarico II de Montfort señor de Montfort (fallecido en 1089) | Amalarico II de Montfort señor de Montfort (fallecido en 1089) | Amalarico II de Montfort señor de Montfort (fallecido en 1089) | Amalarico II de Montfort señor de Montfort (fallecido en 1089) | Amalarico II de Montfort señor de Montfort (fallecido en 1089) | Amalarico II de Montfort señor de Montfort (fallecido en 1089) |  |  | Isabel xRaúl II de Tosny señor de Tosny y Conches                  | Isabel xRaúl II de Tosny señor de Tosny y Conches                  | Isabel xRaúl II de Tosny señor de Tosny y Conches                  | Isabel xRaúl II de Tosny señor de Tosny y Conches                  | Isabel xRaúl II de Tosny señor de Tosny y Conches                  | Isabel xRaúl II de Tosny señor de Tosny y Conches                  |  |  | Guillermo obispo de París (fallecido en 1101)             | Guillermo obispo de París (fallecido en 1101)             | Guillermo obispo de París (fallecido en 1101)             | Guillermo obispo de París (fallecido en 1101)             | Guillermo obispo de París (fallecido en 1101)             | Guillermo obispo de París (fallecido en 1101)             |  |  | Ricardo señor de Montfort (fallecido en 1089)                | Ricardo señor de Montfort (fallecido en 1089)                | Ricardo señor de Montfort (fallecido en 1089)                | Ricardo señor de Montfort (fallecido en 1089)                | Ricardo señor de Montfort (fallecido en 1089)                | Ricardo señor de Montfort (fallecido en 1089)                |  |  | Simón II de Montfort señor de Montfort (fallecido en 1101)                  | Simón II de Montfort señor de Montfort (fallecido en 1101)                  | Simón II de Montfort señor de Montfort (fallecido en 1101)                  | Simón II de Montfort señor de Montfort (fallecido en 1101)                  | Simón II de Montfort señor de Montfort (fallecido en 1101)                  | Simón II de Montfort señor de Montfort (fallecido en 1101)                  |  |  | Amalarico III de Montfort señor de Montfort conde de Évreux (fallecido en 1137) | Amalarico III de Montfort señor de Montfort conde de Évreux (fallecido en 1137) | Amalarico III de Montfort señor de Montfort conde de Évreux (fallecido en 1137) | Amalarico III de Montfort señor de Montfort conde de Évreux (fallecido en 1137) | Amalarico III de Montfort señor de Montfort conde de Évreux (fallecido en 1137) | Amalarico III de Montfort señor de Montfort conde de Évreux (fallecido en 1137) |  |  | Bertrada x Fulco IV de Anjou xx Felipe I de Francia                                     | Bertrada x Fulco IV de Anjou xx Felipe I de Francia                                     | Bertrada x Fulco IV de Anjou xx Felipe I de Francia                                     | Bertrada x Fulco IV de Anjou xx Felipe I de Francia                                     | Bertrada x Fulco IV de Anjou xx Felipe I de Francia                                     | Bertrada x Fulco IV de Anjou xx Felipe I de Francia                                     |       |       | Amalarico señor de Épernon                     | Amalarico señor de Épernon                     | Amalarico señor de Épernon                     | Amalarico señor de Épernon                     | Amalarico señor de Épernon                     | Amalarico señor de Épernon                     |                                  |                                  | Guillermo                                    | Guillermo                                    | Guillermo                                    | Guillermo                                    | Guillermo                                    | Guillermo                                    |  |  |  |  |  |  |  |  |  |  |  |  |  |  |  |  |  |  |  |  |  |  |  |  |  |  |  |  |  |  |  |  |  |  |  |  |  |  |  |  |  |  |  |  |  |  |  |  |  |  |  |  |  |  |
| |                                                                |                                                                |                                                                |                                                                |                                                                |  |  |                                                                    |                                                                    |                                                                    |                                                                    |                                                                    |                                                                    |  |  |                                                           |                                                           |                                                           |                                                           |                                                           |                                                           |  |  |                                                              |                                                              |                                                              |                                                              |                                                              |                                                              |  |  |                                                                             |                                                                             |                                                                             |                                                                             |                                                                             |                                                                             |  |  |                                                                                 |                                                                                 |                                                                                 |                                                                                 |                                                                                 |                                                                                 |  |  |                                                                                         |                                                                                         |                                                                                         |                                                                                         |                                                                                         |                                                                                         |       |       |                                                |                                                |                                                |                                                |                                                |                                                |                                  |                                  |                                              |                                              |                                              |                                              |                                              |                                              |  |  |  |  |  |  |  |  |  |  |  |  |  |  |  |  |  |  |  |  |  |  |  |  |  |  |  |  |  |  |  |  |  |  |  |  |  |  |  |  |  |  |  |  |  |  |  |  |  |  |  |  |  |  |
| |                                                                |                                                                |                                                                |                                                                |                                                                |  |  |                                                                    |                                                                    |                                                                    |                                                                    |                                                                    |                                                                    |  |  |                                                           |                                                           |                                                           |                                                           |                                                           |                                                           |  |  | Amalarico IV de Montfort conde de Évreux (fallecido en 1140) | Amalarico IV de Montfort conde de Évreux (fallecido en 1140) | Amalarico IV de Montfort conde de Évreux (fallecido en 1140) | Amalarico IV de Montfort conde de Évreux (fallecido en 1140) | Amalarico IV de Montfort conde de Évreux (fallecido en 1140) | Amalarico IV de Montfort conde de Évreux (fallecido en 1140) |  |  | Simón III de Montfort señor de Montfort conde de Évreux (fallecido en 1181) | Simón III de Montfort señor de Montfort conde de Évreux (fallecido en 1181) | Simón III de Montfort señor de Montfort conde de Évreux (fallecido en 1181) | Simón III de Montfort señor de Montfort conde de Évreux (fallecido en 1181) | Simón III de Montfort señor de Montfort conde de Évreux (fallecido en 1181) | Simón III de Montfort señor de Montfort conde de Évreux (fallecido en 1181) |  |  | Inés x Waleran IV de Meulan conde de Meulan                                     | Inés x Waleran IV de Meulan conde de Meulan                                     | Inés x Waleran IV de Meulan conde de Meulan                                     | Inés x Waleran IV de Meulan conde de Meulan                                     | Inés x Waleran IV de Meulan conde de Meulan                                     | Inés x Waleran IV de Meulan conde de Meulan                                     |  |  |                                                                                         |                                                                                         |                                                                                         |                                                                                         | Simón                                                                                   | Simón                                                                                   | Simón | Simón | Simón                                          | Simón                                          |                                                |                                                | Mainier                                        | Mainier                                        | Mainier                          | Mainier                          | Mainier                                      | Mainier                                      |                                              |                                              |                                              |                                              |  |  |  |  |  |  |  |  |  |  |  |  |  |  |  |  |  |  |  |  |  |  |  |  |  |  |  |  |  |  |  |  |  |  |  |  |  |  |  |  |  |  |  |  |  |  |  |  |  |  |  |  |  |  |
| |                                                                |                                                                |                                                                |                                                                |                                                                |  |  |                                                                    |                                                                    |                                                                    |                                                                    |                                                                    |                                                                    |  |  |                                                           |                                                           |                                                           |                                                           |                                                           |                                                           |  |  | Amalarico IV de Montfort conde de Évreux (fallecido en 1140) | Amalarico IV de Montfort conde de Évreux (fallecido en 1140) | Amalarico IV de Montfort conde de Évreux (fallecido en 1140) | Amalarico IV de Montfort conde de Évreux (fallecido en 1140) | Amalarico IV de Montfort conde de Évreux (fallecido en 1140) | Amalarico IV de Montfort conde de Évreux (fallecido en 1140) |  |  | Simón III de Montfort señor de Montfort conde de Évreux (fallecido en 1181) | Simón III de Montfort señor de Montfort conde de Évreux (fallecido en 1181) | Simón III de Montfort señor de Montfort conde de Évreux (fallecido en 1181) | Simón III de Montfort señor de Montfort conde de Évreux (fallecido en 1181) | Simón III de Montfort señor de Montfort conde de Évreux (fallecido en 1181) | Simón III de Montfort señor de Montfort conde de Évreux (fallecido en 1181) |  |  | Inés x Waleran IV de Meulan conde de Meulan                                     | Inés x Waleran IV de Meulan conde de Meulan                                     | Inés x Waleran IV de Meulan conde de Meulan                                     | Inés x Waleran IV de Meulan conde de Meulan                                     | Inés x Waleran IV de Meulan conde de Meulan                                     | Inés x Waleran IV de Meulan conde de Meulan                                     |  |  |                                                                                         |                                                                                         |                                                                                         |                                                                                         | Simón                                                                                   | Simón                                                                                   | Simón | Simón | Simón                                          | Simón                                          |                                                |                                                | Mainier                                        | Mainier                                        | Mainier                          | Mainier                          | Mainier                                      | Mainier                                      |                                              |                                              |                                              |                                              |  |  |  |  |  |  |  |  |  |  |  |  |  |  |  |  |  |  |  |  |  |  |  |  |  |  |  |  |  |  |  |  |  |  |  |  |  |  |  |  |  |  |  |  |  |  |  |  |  |  |  |  |  |  |
| |                                                                |                                                                |                                                                |                                                                |                                                                |  |  |                                                                    |                                                                    |                                                                    |                                                                    |                                                                    |                                                                    |  |  |                                                           |                                                           |                                                           |                                                           |                                                           |                                                           |  |  |                                                              |                                                              |                                                              |                                                              |                                                              |                                                              |  |  |                                                                             |                                                                             |                                                                             |                                                                             |                                                                             |                                                                             |  |  |                                                                                 |                                                                                 |                                                                                 |                                                                                 |                                                                                 |                                                                                 |  |  |                                                                                         |                                                                                         |                                                                                         |                                                                                         |                                                                                         |                                                                                         |       |       |                                                |                                                |                                                |                                                |                                                |                                                |                                  |                                  |                                              |                                              |                                              |                                              |                                              |                                              |  |  |  |  |  |  |  |  |  |  |  |  |  |  |  |  |  |  |  |  |  |  |  |  |  |  |  |  |  |  |  |  |  |  |  |  |  |  |  |  |  |  |  |  |  |  |  |  |  |  |  |  |  |  |
| |                                                                |                                                                |                                                                |                                                                |                                                                |  |  | Amalarico V de Montfort-Évreux conde de Évreux (fallecido en 1182) | Amalarico V de Montfort-Évreux conde de Évreux (fallecido en 1182) | Amalarico V de Montfort-Évreux conde de Évreux (fallecido en 1182) | Amalarico V de Montfort-Évreux conde de Évreux (fallecido en 1182) | Amalarico V de Montfort-Évreux conde de Évreux (fallecido en 1182) | Amalarico V de Montfort-Évreux conde de Évreux (fallecido en 1182) |  |  |                                                           |                                                           |                                                           |                                                           |                                                           |                                                           |  |  |                                                              |                                                              |                                                              |                                                              |                                                              |                                                              |  |  | Simón señor de Montfort (fallecido en 1188)                                 | Simón señor de Montfort (fallecido en 1188)                                 | Simón señor de Montfort (fallecido en 1188)                                 | Simón señor de Montfort (fallecido en 1188)                                 | Simón señor de Montfort (fallecido en 1188)                                 | Simón señor de Montfort (fallecido en 1188)                                 |  |  | Bertrada x Hugo conde de Chester                                                | Bertrada x Hugo conde de Chester                                                | Bertrada x Hugo conde de Chester                                                | Bertrada x Hugo conde de Chester                                                | Bertrada x Hugo conde de Chester                                                | Bertrada x Hugo conde de Chester                                                |  |  |                                                                                         |                                                                                         |                                                                                         |                                                                                         |                                                                                         |                                                                                         |       |       |                                                |                                                |                                                |                                                |                                                |                                                |                                  |                                  |                                              |                                              |                                              |                                              |                                              |                                              |  |  |  |  |  |  |  |  |  |  |  |  |  |  |  |  |  |  |  |  |  |  |  |  |  |  |  |  |  |  |  |  |  |  |  |  |  |  |  |  |  |  |  |  |  |  |  |  |  |  |  |  |  |  |
| |                                                                |                                                                |                                                                |                                                                |                                                                |  |  | Amalarico V de Montfort-Évreux conde de Évreux (fallecido en 1182) | Amalarico V de Montfort-Évreux conde de Évreux (fallecido en 1182) | Amalarico V de Montfort-Évreux conde de Évreux (fallecido en 1182) | Amalarico V de Montfort-Évreux conde de Évreux (fallecido en 1182) | Amalarico V de Montfort-Évreux conde de Évreux (fallecido en 1182) | Amalarico V de Montfort-Évreux conde de Évreux (fallecido en 1182) |  |  |                                                           |                                                           |                                                           |                                                           |                                                           |                                                           |  |  |                                                              |                                                              |                                                              |                                                              |                                                              |                                                              |  |  | Simón señor de Montfort (fallecido en 1188)                                 | Simón señor de Montfort (fallecido en 1188)                                 | Simón señor de Montfort (fallecido en 1188)                                 | Simón señor de Montfort (fallecido en 1188)                                 | Simón señor de Montfort (fallecido en 1188)                                 | Simón señor de Montfort (fallecido en 1188)                                 |  |  | Bertrada x Hugo conde de Chester                                                | Bertrada x Hugo conde de Chester                                                | Bertrada x Hugo conde de Chester                                                | Bertrada x Hugo conde de Chester                                                | Bertrada x Hugo conde de Chester                                                | Bertrada x Hugo conde de Chester                                                |  |  |                                                                                         |                                                                                         |                                                                                         |                                                                                         |                                                                                         |                                                                                         |       |       |                                                |                                                |                                                |                                                |                                                |                                                |                                  |                                  |                                              |                                              |                                              |                                              |                                              |                                              |  |  |  |  |  |  |  |  |  |  |  |  |  |  |  |  |  |  |  |  |  |  |  |  |  |  |  |  |  |  |  |  |  |  |  |  |  |  |  |  |  |  |  |  |  |  |  |  |  |  |  |  |  |  |
| |                                                                |                                                                |                                                                |                                                                |                                                                |  |  |                                                                    |                                                                    |                                                                    |                                                                    |                                                                    |                                                                    |  |  |                                                           |                                                           |                                                           |                                                           |                                                           |                                                           |  |  |                                                              |                                                              |                                                              |                                                              |                                                              |                                                              |  |  |                                                                             |                                                                             |                                                                             |                                                                             |                                                                             |                                                                             |  |  |                                                                                 |                                                                                 |                                                                                 |                                                                                 |                                                                                 |                                                                                 |  |  |                                                                                         |                                                                                         |                                                                                         |                                                                                         |                                                                                         |                                                                                         |       |       |                                                |                                                |                                                |                                                |                                                |                                                |                                  |                                  |                                              |                                              |                                              |                                              |                                              |                                              |  |  |  |  |  |  |  |  |  |  |  |  |  |  |  |  |  |  |  |  |  |  |  |  |  |  |  |  |  |  |  |  |  |  |  |  |  |  |  |  |  |  |  |  |  |  |  |  |  |  |  |  |  |  |
| |                                                                |                                                                |                                                                |                                                                |                                                                |  |  | Amalarico VI de Montfort-Évreux conde Évreux (fallecido en 1213)   | Amalarico VI de Montfort-Évreux conde Évreux (fallecido en 1213)   | Amalarico VI de Montfort-Évreux conde Évreux (fallecido en 1213)   | Amalarico VI de Montfort-Évreux conde Évreux (fallecido en 1213)   | Amalarico VI de Montfort-Évreux conde Évreux (fallecido en 1213)   | Amalarico VI de Montfort-Évreux conde Évreux (fallecido en 1213)   |  |  |                                                           |                                                           |                                                           |                                                           |                                                           |                                                           |  |  | Simón IV de Montfort señor de Montfort (fallecido en 1218)   | Simón IV de Montfort señor de Montfort (fallecido en 1218)   | Simón IV de Montfort señor de Montfort (fallecido en 1218)   | Simón IV de Montfort señor de Montfort (fallecido en 1218)   | Simón IV de Montfort señor de Montfort (fallecido en 1218)   | Simón IV de Montfort señor de Montfort (fallecido en 1218)   |  |  |                                                                             |                                                                             |                                                                             |                                                                             |                                                                             |                                                                             |  |  |                                                                                 |                                                                                 |                                                                                 |                                                                                 |                                                                                 |                                                                                 |  |  | Guido señor de Castres (fallecido en 1228)                                              | Guido señor de Castres (fallecido en 1228)                                              | Guido señor de Castres (fallecido en 1228)                                              | Guido señor de Castres (fallecido en 1228)                                              | Guido señor de Castres (fallecido en 1228)                                              | Guido señor de Castres (fallecido en 1228)                                              |       |       | Petronila (fallecida en 1216)                  | Petronila (fallecida en 1216)                  | Petronila (fallecida en 1216)                  | Petronila (fallecida en 1216)                  | Petronila (fallecida en 1216)                  | Petronila (fallecida en 1216)                  |                                  |                                  |                                              |                                              |                                              |                                              |                                              |                                              |  |  |  |  |  |  |  |  |  |  |  |  |  |  |  |  |  |  |  |  |  |  |  |  |  |  |  |  |  |  |  |  |  |  |  |  |  |  |  |  |  |  |  |  |  |  |  |  |  |  |  |  |  |  |
| |                                                                |                                                                |                                                                |                                                                |                                                                |  |  | Amalarico VI de Montfort-Évreux conde Évreux (fallecido en 1213)   | Amalarico VI de Montfort-Évreux conde Évreux (fallecido en 1213)   | Amalarico VI de Montfort-Évreux conde Évreux (fallecido en 1213)   | Amalarico VI de Montfort-Évreux conde Évreux (fallecido en 1213)   | Amalarico VI de Montfort-Évreux conde Évreux (fallecido en 1213)   | Amalarico VI de Montfort-Évreux conde Évreux (fallecido en 1213)   |  |  |                                                           |                                                           |                                                           |                                                           |                                                           |                                                           |  |  | Simón IV de Montfort señor de Montfort (fallecido en 1218)   | Simón IV de Montfort señor de Montfort (fallecido en 1218)   | Simón IV de Montfort señor de Montfort (fallecido en 1218)   | Simón IV de Montfort señor de Montfort (fallecido en 1218)   | Simón IV de Montfort señor de Montfort (fallecido en 1218)   | Simón IV de Montfort señor de Montfort (fallecido en 1218)   |  |  |                                                                             |                                                                             |                                                                             |                                                                             |                                                                             |                                                                             |  |  |                                                                                 |                                                                                 |                                                                                 |                                                                                 |                                                                                 |                                                                                 |  |  | Guido señor de Castres (fallecido en 1228)                                              | Guido señor de Castres (fallecido en 1228)                                              | Guido señor de Castres (fallecido en 1228)                                              | Guido señor de Castres (fallecido en 1228)                                              | Guido señor de Castres (fallecido en 1228)                                              | Guido señor de Castres (fallecido en 1228)                                              |       |       | Petronila (fallecida en 1216)                  | Petronila (fallecida en 1216)                  | Petronila (fallecida en 1216)                  | Petronila (fallecida en 1216)                  | Petronila (fallecida en 1216)                  | Petronila (fallecida en 1216)                  |                                  |                                  |                                              |                                              |                                              |                                              |                                              |                                              |  |  |  |  |  |  |  |  |  |  |  |  |  |  |  |  |  |  |  |  |  |  |  |  |  |  |  |  |  |  |  |  |  |  |  |  |  |  |  |  |  |  |  |  |  |  |  |  |  |  |  |  |  |  |
| |                                                                |                                                                |                                                                |                                                                |                                                                |  |  |                                                                    |                                                                    |                                                                    |                                                                    |                                                                    |                                                                    |  |  |                                                           |                                                           |                                                           |                                                           |                                                           |                                                           |  |  |                                                              |                                                              |                                                              |                                                              |                                                              |                                                              |  |  |                                                                             |                                                                             |                                                                             |                                                                             |                                                                             |                                                                             |  |  |                                                                                 |                                                                                 |                                                                                 |                                                                                 |                                                                                 |                                                                                 |  |  |                                                                                         |                                                                                         |                                                                                         |                                                                                         |                                                                                         |                                                                                         |       |       |                                                |                                                |                                                |                                                |                                                |                                                |                                  |                                  |                                              |                                              |                                              |                                              |                                              |                                              |  |  |  |  |  |  |  |  |  |  |  |  |  |  |  |  |  |  |  |  |  |  |  |  |  |  |  |  |  |  |  |  |  |  |  |  |  |  |  |  |  |  |  |  |  |  |  |  |  |  |  |  |  |  |
| Amalarico VI de Montfort conde de Montfort (fallecido en 1241) | Amalarico VI de Montfort conde de Montfort (fallecido en 1241) | Amalarico VI de Montfort conde de Montfort (fallecido en 1241) | Amalarico VI de Montfort conde de Montfort (fallecido en 1241) | Amalarico VI de Montfort conde de Montfort (fallecido en 1241) | Amalarico VI de Montfort conde de Montfort (fallecido en 1241) |  |  |                                                                    |                                                                    |                                                                    |                                                                    |                                                                    |                                                                    |  |  | Guido conde de Bigorre (fallecido en 1220)                | Guido conde de Bigorre (fallecido en 1220)                | Guido conde de Bigorre (fallecido en 1220)                | Guido conde de Bigorre (fallecido en 1220)                | Guido conde de Bigorre (fallecido en 1220)                | Guido conde de Bigorre (fallecido en 1220)                |  |  | Roberto                                                      | Roberto                                                      | Roberto                                                      | Roberto                                                      | Roberto                                                      | Roberto                                                      |  |  | Simón V de Montfort conde de Leicester                                      | Simón V de Montfort conde de Leicester                                      | Simón V de Montfort conde de Leicester                                      | Simón V de Montfort conde de Leicester                                      | Simón V de Montfort conde de Leicester                                      | Simón V de Montfort conde de Leicester                                      |  |  | 3 hijas: Amícia (fallecida en 1253) Laura (fallecida en 1227) Petronila         | 3 hijas: Amícia (fallecida en 1253) Laura (fallecida en 1227) Petronila         | 3 hijas: Amícia (fallecida en 1253) Laura (fallecida en 1227) Petronila         | 3 hijas: Amícia (fallecida en 1253) Laura (fallecida en 1227) Petronila         | 3 hijas: Amícia (fallecida en 1253) Laura (fallecida en 1227) Petronila         | 3 hijas: Amícia (fallecida en 1253) Laura (fallecida en 1227) Petronila         |  |  | Felipe I de Montfort-Castres (fallecido en 1270) señor de Castres señor de Tiro y Torón | Felipe I de Montfort-Castres (fallecido en 1270) señor de Castres señor de Tiro y Torón | Felipe I de Montfort-Castres (fallecido en 1270) señor de Castres señor de Tiro y Torón | Felipe I de Montfort-Castres (fallecido en 1270) señor de Castres señor de Tiro y Torón | Felipe I de Montfort-Castres (fallecido en 1270) señor de Castres señor de Tiro y Torón | Felipe I de Montfort-Castres (fallecido en 1270) señor de Castres señor de Tiro y Torón |       |       | Pernelle                                       | Pernelle                                       | Pernelle                                       | Pernelle                                       | Pernelle                                       | Pernelle                                       |                                  |                                  |                                              |                                              |                                              |                                              |                                              |                                              |  |  |  |  |  |  |  |  |  |  |  |  |  |  |  |  |  |  |  |  |  |  |  |  |  |  |  |  |  |  |  |  |  |  |  |  |  |  |  |  |  |  |  |  |  |  |  |  |  |  |  |  |  |  |
| Amalarico VI de Montfort conde de Montfort (fallecido en 1241) | Amalarico VI de Montfort conde de Montfort (fallecido en 1241) | Amalarico VI de Montfort conde de Montfort (fallecido en 1241) | Amalarico VI de Montfort conde de Montfort (fallecido en 1241) | Amalarico VI de Montfort conde de Montfort (fallecido en 1241) | Amalarico VI de Montfort conde de Montfort (fallecido en 1241) |  |  |                                                                    |                                                                    |                                                                    |                                                                    |                                                                    |                                                                    |  |  | Guido conde de Bigorre (fallecido en 1220)                | Guido conde de Bigorre (fallecido en 1220)                | Guido conde de Bigorre (fallecido en 1220)                | Guido conde de Bigorre (fallecido en 1220)                | Guido conde de Bigorre (fallecido en 1220)                | Guido conde de Bigorre (fallecido en 1220)                |  |  | Roberto                                                      | Roberto                                                      | Roberto                                                      | Roberto                                                      | Roberto                                                      | Roberto                                                      |  |  | Simón V de Montfort conde de Leicester                                      | Simón V de Montfort conde de Leicester                                      | Simón V de Montfort conde de Leicester                                      | Simón V de Montfort conde de Leicester                                      | Simón V de Montfort conde de Leicester                                      | Simón V de Montfort conde de Leicester                                      |  |  | 3 hijas: Amícia (fallecida en 1253) Laura (fallecida en 1227) Petronila         | 3 hijas: Amícia (fallecida en 1253) Laura (fallecida en 1227) Petronila         | 3 hijas: Amícia (fallecida en 1253) Laura (fallecida en 1227) Petronila         | 3 hijas: Amícia (fallecida en 1253) Laura (fallecida en 1227) Petronila         | 3 hijas: Amícia (fallecida en 1253) Laura (fallecida en 1227) Petronila         | 3 hijas: Amícia (fallecida en 1253) Laura (fallecida en 1227) Petronila         |  |  | Felipe I de Montfort-Castres (fallecido en 1270) señor de Castres señor de Tiro y Torón | Felipe I de Montfort-Castres (fallecido en 1270) señor de Castres señor de Tiro y Torón | Felipe I de Montfort-Castres (fallecido en 1270) señor de Castres señor de Tiro y Torón | Felipe I de Montfort-Castres (fallecido en 1270) señor de Castres señor de Tiro y Torón | Felipe I de Montfort-Castres (fallecido en 1270) señor de Castres señor de Tiro y Torón | Felipe I de Montfort-Castres (fallecido en 1270) señor de Castres señor de Tiro y Torón |       |       | Pernelle                                       | Pernelle                                       | Pernelle                                       | Pernelle                                       | Pernelle                                       | Pernelle                                       |                                  |                                  |                                              |                                              |                                              |                                              |                                              |                                              |  |  |  |  |  |  |  |  |  |  |  |  |  |  |  |  |  |  |  |  |  |  |  |  |  |  |  |  |  |  |  |  |  |  |  |  |  |  |  |  |  |  |  |  |  |  |  |  |  |  |  |  |  |  |
| |                                                                |                                                                |                                                                |                                                                |                                                                |  |  |                                                                    |                                                                    |                                                                    |                                                                    |                                                                    |                                                                    |  |  |                                                           |                                                           |                                                           |                                                           |                                                           |                                                           |  |  |                                                              |                                                              |                                                              |                                                              |                                                              |                                                              |  |  |                                                                             |                                                                             |                                                                             |                                                                             |                                                                             |                                                                             |  |  |                                                                                 |                                                                                 |                                                                                 |                                                                                 |                                                                                 |                                                                                 |  |  |                                                                                         |                                                                                         |                                                                                         |                                                                                         |                                                                                         |                                                                                         |       |       |                                                |                                                |                                                |                                                |                                                |                                                |                                  |                                  |                                              |                                              |                                              |                                              |                                              |                                              |  |  |  |  |  |  |  |  |  |  |  |  |  |  |  |  |  |  |  |  |  |  |  |  |  |  |  |  |  |  |  |  |  |  |  |  |  |  |  |  |  |  |  |  |  |  |  |  |  |  |  |  |  |  |
| Juan, conde de Montfort (fallecido en 1249) | Juan, conde de Montfort (fallecido en 1249)                    | Juan, conde de Montfort (fallecido en 1249)                    | Juan, conde de Montfort (fallecido en 1249)                    | Juan, conde de Montfort (fallecido en 1249)                    | Juan, conde de Montfort (fallecido en 1249)                    |  |  | aura x Fernando conde de Aumale                                    | aura x Fernando conde de Aumale                                    | aura x Fernando conde de Aumale                                    | aura x Fernando conde de Aumale                                    | aura x Fernando conde de Aumale                                    | aura x Fernando conde de Aumale                                    |  |  | Alicia x Jordán de Chabannais                             | Alicia x Jordán de Chabannais                             | Alicia x Jordán de Chabannais                             | Alicia x Jordán de Chabannais                             | Alicia x Jordán de Chabannais                             | Alicia x Jordán de Chabannais                             |  |  |                                                              |                                                              |                                                              |                                                              |                                                              |                                                              |  |  | Guido conde de Nola                                                         | Guido conde de Nola                                                         | Guido conde de Nola                                                         | Guido conde de Nola                                                         | Guido conde de Nola                                                         | Guido conde de Nola                                                         |  |  |                                                                                 |                                                                                 |                                                                                 |                                                                                 |                                                                                 |                                                                                 |  |  | Felipe II de Montfort-Castres señor de Castres (fallecido en 1270)                      | Felipe II de Montfort-Castres señor de Castres (fallecido en 1270)                      | Felipe II de Montfort-Castres señor de Castres (fallecido en 1270)                      | Felipe II de Montfort-Castres señor de Castres (fallecido en 1270)                      | Felipe II de Montfort-Castres señor de Castres (fallecido en 1270)                      | Felipe II de Montfort-Castres señor de Castres (fallecido en 1270)                      |       |       | Juan señor de Torón y Tiro (fallecido en 1283) | Juan señor de Torón y Tiro (fallecido en 1283) | Juan señor de Torón y Tiro (fallecido en 1283) | Juan señor de Torón y Tiro (fallecido en 1283) | Juan señor de Torón y Tiro (fallecido en 1283) | Juan señor de Torón y Tiro (fallecido en 1283) |                                  |                                  | Hunfredo señor de Beirut (fallecido en 1284) | Hunfredo señor de Beirut (fallecido en 1284) | Hunfredo señor de Beirut (fallecido en 1284) | Hunfredo señor de Beirut (fallecido en 1284) | Hunfredo señor de Beirut (fallecido en 1284) | Hunfredo señor de Beirut (fallecido en 1284) |  |  |  |  |  |  |  |  |  |  |  |  |  |  |  |  |  |  |  |  |  |  |  |  |  |  |  |  |  |  |  |  |  |  |  |  |  |  |  |  |  |  |  |  |  |  |  |  |  |  |  |  |  |  |
| Juan, conde de Montfort (fallecido en 1249) | Juan, conde de Montfort (fallecido en 1249)                    | Juan, conde de Montfort (fallecido en 1249)                    | Juan, conde de Montfort (fallecido en 1249)                    | Juan, conde de Montfort (fallecido en 1249)                    | Juan, conde de Montfort (fallecido en 1249)                    |  |  | aura x Fernando conde de Aumale                                    | aura x Fernando conde de Aumale                                    | aura x Fernando conde de Aumale                                    | aura x Fernando conde de Aumale                                    | aura x Fernando conde de Aumale                                    | aura x Fernando conde de Aumale                                    |  |  | Alicia x Jordán de Chabannais                             | Alicia x Jordán de Chabannais                             | Alicia x Jordán de Chabannais                             | Alicia x Jordán de Chabannais                             | Alicia x Jordán de Chabannais                             | Alicia x Jordán de Chabannais                             |  |  |                                                              |                                                              |                                                              |                                                              |                                                              |                                                              |  |  | Guido conde de Nola                                                         | Guido conde de Nola                                                         | Guido conde de Nola                                                         | Guido conde de Nola                                                         | Guido conde de Nola                                                         | Guido conde de Nola                                                         |  |  |                                                                                 |                                                                                 |                                                                                 |                                                                                 |                                                                                 |                                                                                 |  |  | Felipe II de Montfort-Castres señor de Castres (fallecido en 1270)                      | Felipe II de Montfort-Castres señor de Castres (fallecido en 1270)                      | Felipe II de Montfort-Castres señor de Castres (fallecido en 1270)                      | Felipe II de Montfort-Castres señor de Castres (fallecido en 1270)                      | Felipe II de Montfort-Castres señor de Castres (fallecido en 1270)                      | Felipe II de Montfort-Castres señor de Castres (fallecido en 1270)                      |       |       | Juan señor de Torón y Tiro (fallecido en 1283) | Juan señor de Torón y Tiro (fallecido en 1283) | Juan señor de Torón y Tiro (fallecido en 1283) | Juan señor de Torón y Tiro (fallecido en 1283) | Juan señor de Torón y Tiro (fallecido en 1283) | Juan señor de Torón y Tiro (fallecido en 1283) |                                  |                                  | Hunfredo señor de Beirut (fallecido en 1284) | Hunfredo señor de Beirut (fallecido en 1284) | Hunfredo señor de Beirut (fallecido en 1284) | Hunfredo señor de Beirut (fallecido en 1284) | Hunfredo señor de Beirut (fallecido en 1284) | Hunfredo señor de Beirut (fallecido en 1284) |  |  |  |  |  |  |  |  |  |  |  |  |  |  |  |  |  |  |  |  |  |  |  |  |  |  |  |  |  |  |  |  |  |  |  |  |  |  |  |  |  |  |  |  |  |  |  |  |  |  |  |  |  |  |
| |                                                                |                                                                |                                                                |                                                                |                                                                |  |  |                                                                    |                                                                    |                                                                    |                                                                    |                                                                    |                                                                    |  |  |                                                           |                                                           |                                                           |                                                           |                                                           |                                                           |  |  |                                                              |                                                              |                                                              |                                                              |                                                              |                                                              |  |  |                                                                             |                                                                             |                                                                             |                                                                             |                                                                             |                                                                             |  |  |                                                                                 |                                                                                 |                                                                                 |                                                                                 |                                                                                 |                                                                                 |  |  |                                                                                         |                                                                                         |                                                                                         |                                                                                         |                                                                                         |                                                                                         |       |       |                                                |                                                |                                                |                                                |                                                |                                                |                                  |                                  |                                              |                                              |                                              |                                              |                                              |                                              |  |  |  |  |  |  |  |  |  |  |  |  |  |  |  |  |  |  |  |  |  |  |  |  |  |  |  |  |  |  |  |  |  |  |  |  |  |  |  |  |  |  |  |  |  |  |  |  |  |  |  |  |  |  |
| Beatriz x Robert IV de Dreux conde de Dreux | Beatriz x Robert IV de Dreux conde de Dreux                    | Beatriz x Robert IV de Dreux conde de Dreux                    | Beatriz x Robert IV de Dreux conde de Dreux                    | Beatriz x Robert IV de Dreux conde de Dreux                    | Beatriz x Robert IV de Dreux conde de Dreux                    |  |  |                                                                    |                                                                    |                                                                    |                                                                    |                                                                    |                                                                    |  |  |                                                           |                                                           |                                                           |                                                           |                                                           |                                                           |  |  |                                                              |                                                              |                                                              |                                                              |                                                              |                                                              |  |  | Anastasia x Romano Orsini senador de Roma                                   | Anastasia x Romano Orsini senador de Roma                                   | Anastasia x Romano Orsini senador de Roma                                   | Anastasia x Romano Orsini senador de Roma                                   | Anastasia x Romano Orsini senador de Roma                                   | Anastasia x Romano Orsini senador de Roma                                   |  |  | Juan señor de Castres (fallecido en 1300)                                       | Juan señor de Castres (fallecido en 1300)                                       | Juan señor de Castres (fallecido en 1300)                                       | Juan señor de Castres (fallecido en 1300)                                       | Juan señor de Castres (fallecido en 1300)                                       | Juan señor de Castres (fallecido en 1300)                                       |  |  | Leonor Juan V de Vendôme conde de Vendôme                                               | Leonor Juan V de Vendôme conde de Vendôme                                               | Leonor Juan V de Vendôme conde de Vendôme                                               | Leonor Juan V de Vendôme conde de Vendôme                                               | Leonor Juan V de Vendôme conde de Vendôme                                               | Leonor Juan V de Vendôme conde de Vendôme                                               |       |       |                                                |                                                |                                                |                                                |                                                |                                                |                                  |                                  | Rubén (fallecido en 1313)                    | Rubén (fallecido en 1313)                    | Rubén (fallecido en 1313)                    | Rubén (fallecido en 1313)                    | Rubén (fallecido en 1313)                    | Rubén (fallecido en 1313)                    |  |  |  |  |  |  |  |  |  |  |  |  |  |  |  |  |  |  |  |  |  |  |  |  |  |  |  |  |  |  |  |  |  |  |  |  |  |  |  |  |  |  |  |  |  |  |  |  |  |  |  |  |  |  |
| Beatriz x Robert IV de Dreux conde de Dreux | Beatriz x Robert IV de Dreux conde de Dreux                    | Beatriz x Robert IV de Dreux conde de Dreux                    | Beatriz x Robert IV de Dreux conde de Dreux                    | Beatriz x Robert IV de Dreux conde de Dreux                    | Beatriz x Robert IV de Dreux conde de Dreux                    |  |  |                                                                    |                                                                    |                                                                    |                                                                    |                                                                    |                                                                    |  |  |                                                           |                                                           |                                                           |                                                           |                                                           |                                                           |  |  |                                                              |                                                              |                                                              |                                                              |                                                              |                                                              |  |  | Anastasia x Romano Orsini senador de Roma                                   | Anastasia x Romano Orsini senador de Roma                                   | Anastasia x Romano Orsini senador de Roma                                   | Anastasia x Romano Orsini senador de Roma                                   | Anastasia x Romano Orsini senador de Roma                                   | Anastasia x Romano Orsini senador de Roma                                   |  |  | Juan señor de Castres (fallecido en 1300)                                       | Juan señor de Castres (fallecido en 1300)                                       | Juan señor de Castres (fallecido en 1300)                                       | Juan señor de Castres (fallecido en 1300)                                       | Juan señor de Castres (fallecido en 1300)                                       | Juan señor de Castres (fallecido en 1300)                                       |  |  | Leonor Juan V de Vendôme conde de Vendôme                                               | Leonor Juan V de Vendôme conde de Vendôme                                               | Leonor Juan V de Vendôme conde de Vendôme                                               | Leonor Juan V de Vendôme conde de Vendôme                                               | Leonor Juan V de Vendôme conde de Vendôme                                               | Leonor Juan V de Vendôme conde de Vendôme                                               |       |       |                                                |                                                |                                                |                                                |                                                |                                                |                                  |                                  | Rubén (fallecido en 1313)                    | Rubén (fallecido en 1313)                    | Rubén (fallecido en 1313)                    | Rubén (fallecido en 1313)                    | Rubén (fallecido en 1313)                    | Rubén (fallecido en 1313)                    |  |  |  |  |  |  |  |  |  |  |  |  |  |  |  |  |  |  |  |  |  |  |  |  |  |  |  |  |  |  |  |  |  |  |  |  |  |  |  |  |  |  |  |  |  |  |  |  |  |  |  |  |  |  |
| |                                                                |                                                                |                                                                |                                                                |                                                                |  |  |                                                                    |                                                                    |                                                                    |                                                                    |                                                                    |                                                                    |  |  |                                                           |                                                           |                                                           |                                                           |                                                           |                                                           |  |  |                                                              |                                                              |                                                              |                                                              |                                                              |                                                              |  |  | Roberto Orsini conde de Nola                                                | Roberto Orsini conde de Nola                                                | Roberto Orsini conde de Nola                                                | Roberto Orsini conde de Nola                                                | Roberto Orsini conde de Nola                                                | Roberto Orsini conde de Nola                                                |  |  |                                                                                 |                                                                                 |                                                                                 |                                                                                 |                                                                                 |                                                                                 |  |  |                                                                                         |                                                                                         |                                                                                         |                                                                                         |                                                                                         |                                                                                         |       |       |                                                |                                                |                                                |                                                |                                                |                                                |                                  |                                  | Hunfredo (1305-1326)                         | Hunfredo (1305-1326)                         | Hunfredo (1305-1326)                         | Hunfredo (1305-1326)                         | Hunfredo (1305-1326)                         | Hunfredo (1305-1326)                         |  |  |  |  |  |  |  |  |  |  |  |  |  |  |  |  |  |  |  |  |  |  |  |  |  |  |  |  |  |  |  |  |  |  |  |  |  |  |  |  |  |  |  |  |  |  |  |  |  |  |  |  |  |  |
| |                                                                |                                                                |                                                                |                                                                |                                                                |  |  |                                                                    |                                                                    |                                                                    |                                                                    |                                                                    |                                                                    |  |  |                                                           |                                                           |                                                           |                                                           |                                                           |                                                           |  |  |                                                              |                                                              |                                                              |                                                              |                                                              |                                                              |  |  | Roberto Orsini conde de Nola                                                | Roberto Orsini conde de Nola                                                | Roberto Orsini conde de Nola                                                | Roberto Orsini conde de Nola                                                | Roberto Orsini conde de Nola                                                | Roberto Orsini conde de Nola                                                |  |  |                                                                                 |                                                                                 |                                                                                 |                                                                                 |                                                                                 |                                                                                 |  |  |                                                                                         |                                                                                         |                                                                                         |                                                                                         |                                                                                         |                                                                                         |       |       |                                                |                                                |                                                |                                                |                                                |                                                |                                  |                                  | Hunfredo (1305-1326)                         | Hunfredo (1305-1326)                         | Hunfredo (1305-1326)                         | Hunfredo (1305-1326)                         | Hunfredo (1305-1326)                         | Hunfredo (1305-1326)                         |  |  |  |  |  |  |  |  |  |  |  |  |  |  |  |  |  |  |  |  |  |  |  |  |  |  |  |  |  |  |  |  |  |  |  |  |  |  |  |  |  |  |  |  |  |  |  |  |  |  |  |  |  |  |
| |                                                                |                                                                |                                                                |                                                                |                                                                |  |  |                                                                    |                                                                    |                                                                    |                                                                    |                                                                    |                                                                    |  |  |                                                           |                                                           |                                                           |                                                           |                                                           |                                                           |  |  |                                                              |                                                              |                                                              |                                                              |                                                              |                                                              |  |  | Nicolo Orsini conde de Nola                                                 | Nicolo Orsini conde de Nola                                                 | Nicolo Orsini conde de Nola                                                 | Nicolo Orsini conde de Nola                                                 | Nicolo Orsini conde de Nola                                                 | Nicolo Orsini conde de Nola                                                 |  |  |                                                                                 |                                                                                 |                                                                                 |                                                                                 |                                                                                 |                                                                                 |  |  |                                                                                         |                                                                                         |                                                                                         |                                                                                         |                                                                                         |                                                                                         |       |       |                                                |                                                |                                                |                                                |                                                |                                                |                                  |                                  | Eschiva x Pedro de Lusignan rey de Chipre    | Eschiva x Pedro de Lusignan rey de Chipre    | Eschiva x Pedro de Lusignan rey de Chipre    | Eschiva x Pedro de Lusignan rey de Chipre    | Eschiva x Pedro de Lusignan rey de Chipre    | Eschiva x Pedro de Lusignan rey de Chipre    |  |  |  |  |  |  |  |  |  |  |  |  |  |  |  |  |  |  |  |  |  |  |  |  |  |  |  |  |  |  |  |  |  |  |  |  |  |  |  |  |  |  |  |  |  |  |  |  |  |  |  |  |  |  |